# Liste von SS-Mitgliedsnummern
Die Liste von SS-Mitgliedsnummern bietet einen unvollständigen Überblick über bekannte Personen, die der SS angehörten.
Die SS war das wichtigste Terror- und Unterdrückungsorgan im NS-Staat. Während des Zweiten Weltkriegs war sie mit ihren unterschiedlichen Gliederungen maßgeblich verantwortlich für beispiellose Kriegsverbrechen und Verbrechen gegen die Menschlichkeit, insbesondere den Holocaust und den Porajmos (die „industriellen Massenmorde“ an den europäischen Juden sowie an den Sinti und Roma) sowie Verbrechen an der Zivilbevölkerung im Deutschen Reich und im besetzten Europa.
In Ergänzung zur Kategorie „SS-Mitglied“ werden die einzelnen Mitglieder hier nicht alphabetisch, sondern nach ihrer SS-Mitgliedsnummer sortiert, beginnend mit der niedrigsten Nummer.

## Mitglieder der SS (1925–1945)
Die offiziellen Eintrittsdaten und die Belege dazu (auch zur SS-Nummer) sind, soweit bekannt, den entsprechenden Artikeln der hier aufgelisteten Personen entnehmbar.

### Nummernkreis 1–999
- Nr. 1: Adolf Hitler
- Nr. 2: Emil Maurice
- Nr. 5: Julius Schreck
- Nr. 7: Julius Schaub
- Nr. 26: Ulrich Graf
- Nr. 34: Emeran Schmid
- Nr. 50: Rudolf Heß
- Nr. 70: Erhard Müller
- Nr. 75: Werner Heinke
- Nr. 135: Jakob Grimminger
- Nr. 153: Ernst Ludwig Leyser
- Nr. 158: Albert Forster
- Nr. 168: Heinrich Himmler
- Nr. 176: Carl Zenner
- Nr. 178: Friedrich Georg Berni
- Nr. 179: Johann Beck
- Nr. 186: Heinrich Deubel
- Nr. 290: Gerhard Rühle
- Nr. 296: Willy Weidermann
- Nr. 297: Rudolf Lohse
- Nr. 392: Robert Schulz
- Nr. 408: Fritz Weitzel
- Nr. 439: Arno Lippmann
- Nr. 535: Egon Zill
- Nr. 555: Martin Bormann
- Nr. 651: Eduard Bachl
- Nr. 674: Kurt Wege
- Nr. 679: Wilhelm Jeppe
- Nr. 835: Hellmut Walter
- Nr. 851: Günther Tamaschke
- Nr. 880: Otto Ohlendorf
- Nr. 907: Friedrich Schlegel
- Nr. 908: Karl Möckel
- Nr. 909: Paul Sterzing

### Nummernkreis 1.000–9.999
- Nr. 1.012: Michael Guglhör
- Nr. 1.028: Leopold Gutterer
- Nr. 1.029: Bodo Gelzenleuchter
- Nr. 1.031: Willy Herbert
- Nr. 1.089: Heinrich Höflich
- Nr. 1.093: Bruno Gesche
- Nr. 1.119: Kurt Daluege
- Nr. 1.127: Albert Tonak
- Nr. 1.167: Max Henze
- Nr. 1.177: Sepp Dietrich
- Nr. 1.193: Walter Lienau
- Nr. 1.237: Georg Aumeier
- Nr. 1.240: Arthur Rödl
- Nr. 1.281: Max Frauendorfer
- Nr. 1.292: Konrad Unger
- Nr. 1.293: Hermann Dolp
- Nr. 1.296: Bruno Czarnowski
- Nr. 1.315: Karl Ostberg
- Nr. 1.327: Hans Döring
- Nr. 1.328: Walter Schmitt
- Nr. 1.331: Michael Steinbinder
- Nr. 1.332: Paul Hennicke
- Nr. 1.339: Hubert Karl
- Nr. 1.386: Friedrich Karl von Eberstein
- Nr. 1.397: Curt Ludwig
- Nr. 1.421: Georg Altner
- Nr. 1.462: Max Moosbauer
- Nr. 1.479: Karl Zutavern
- Nr. 1.523: Johannes Schäfer
- Nr. 1.527: Otto Schottenheim
- Nr. 1.552: Eberhard von Künsberg
- Nr. 1.607: Werner Naumann
- Nr. 1.642: Kurt Benson
- Nr. 1.651: Wilhelm von Werder
- Nr. 1.688: Kurt Frey
- Nr. 1.707: Friedrich Wilhelm Starck
- Nr. 1.725: Hans Helwig
- Nr. 1.752: Erich Sparmann
- Nr. 1.789: Ludwig Teichmann
- Nr. 1.848: Alfred Driemel
- Nr. 1.868: Konrad Zahn
- Nr. 1.869: Philipp Dinkel
- Nr. 1.885: Alois Obermeier
- Nr. 1.896: Konrad Häfner
- Nr. 1.928: Hildolf von Thüngen
- Nr. 1.940: Viktor Brack
- Nr. 1.947: Walter Heck
- Nr. 1.961: Hans Kölzow
- Nr. 1.993: Albrecht Kusserow
- Nr. 1.996: Walter Eisfeld
- Nr. 2.058: Karl d’Angelo
- Nr. 2.069: Bernhard Schmidt
- Nr. 2.139: Josias zu Waldeck und Pyrmont
- Nr. 2.235: Paul Otto Radomski
- Nr. 2.300: Werner Pögel
- Nr. 2.351: Rudolf Scheide
- Nr. 2.389: Walter Turza
- Nr. 2.394: Nikolaus Herbet
- Nr. 2.400: Fritz Karl Engel
- Nr. 2.422: Lothar Beutel
- Nr. 2.447: Erwin Tschentscher
- Nr. 2.480: Fritz Schleßmann
- Nr. 2.485: Alfred Schweder
- Nr. 2.521: Hans Kühtz
- Nr. 2.534: Kurt Stage
- Nr. 2.549: Franz Niedner
- Nr. 2.556: Emil Mazuw
- Nr. 2.558: Curt Trimborn
- Nr. 2.596: Felix Albrecht
- Nr. 2.597: Otto Braß
- Nr. 2.605: Franz Schädle
- Nr. 2.619: Georg Kubisch
- Nr. 2.648: Willy Schmelcher
- Nr. 2.700: Hans Aumeier
- Nr. 2.779: Wilhelm Boger
- Nr. 2.803: Erich Kempka
- Nr. 2.821: Horst Böhme
- Nr. 2.839: Wilhelm Redieß
- Nr. 2.853: Ernst Otto Fick
- Nr. 2.874: Franz Fischer
- Nr. 2.883: Heinz Roch
- Nr. 2.913: Karl Pflomm
- Nr. 2.921: Theodor Eicke
- Nr. 2.968: Michael Lippert
- Nr. 2.999: Arpad Wigand
- Nr. 3.002: Hans-Adolf Prützmann
- Nr. 3.059: Karl Bröking
- Nr. 3.065: Fritz Katzmann
- Nr. 3.085: Helmut Wollang
- Nr. 3.149: Martin Kohlroser
- Nr. 3.199: Adolf Katz
- Nr. 3.359: Ernst-Heinrich Schmauser
- Nr. 3.387: Hans Merbach
- Nr. 3.392: Kurt Kaul
- Nr. 3.395: Erich Körting
- Nr. 3.397: Hans Dietrich
- Nr. 3.399: Otto Bernhard Clausen
- Nr. 3.526: Anton Dunckern
- Nr. 3.528: Robert Erspenmüller
- Nr. 3.531: Max Schobert
- Nr. 3.533: Friedrich Opitz
- Nr. 3.554: Georg Wilhelm Müller
- Nr. 3.575: Erwin Rösener
- Nr. 3.654: Georg Kemmet
- Nr. 3.677: Karl Dempel
- Nr. 3.683: Lothar Stengel-von Rutkowski
- Nr. 3.689: Udo von Woyrsch
- Nr. 3.768: Otto Lurker
- Nr. 3.791: Kurt Alber
- Nr. 3.809: Jakob Sporrenberg
- Nr. 3.870: Curd Brand
- Nr. 3.872: Gustav Stolle
- Nr. 3.900: Hans Ebhardt
- Nr. 3.901: Otto Teetzmann
- Nr. 3.914: Johann-Erasmus von Malsen-Ponickau
- Nr. 3.925: Fritz Tittmann
- Nr. 3.926: Wilhelm Reischenbeck
- Nr. 3.933: Felix Krug
- Nr. 3.982: Leonardo Conti
- Nr. 4.041: Walter Loos
- Nr. 4.130: Wilhelm von Grolman
- Nr. 4.131: Helmut Ortwin Pohl
- Nr. 4.165: Hans Loritz
- Nr. 4.175: Richard Lebküchner
- Nr. 4.176: Rudolf Ramm
- Nr. 4.268: Paul Lonsdorfer
- Nr. 4.271: Arthur Harder
- Nr. 4.287: Johannes Schlupper
- Nr. 4.299: Rudolf Weiß
- Nr. 4.312: Johannes Künzel
- Nr. 4.339: Hans Plesch
- Nr. 4.367: Friedrich Jeckeln
- Nr. 4.370: August Heißmeyer
- Nr. 4.533: Hans-Albin Freiherr von Reitzenstein
- Nr. 4.555: Karl Zech
- Nr. 4.754: Fred Kniefall
- Nr. 4.759: Theodor Wisch
- Nr. 4.791: Maximilian List
- Nr. 4.911: Robert Zeller
- Nr. 4.988: Helmut Wähmann
- Nr. 4.995: Willy Herzberger
- Nr. 5.082: Robert Weißmann
- Nr. 5.108: Heinz Tangermann
- Nr. 5.125: Franz Christoffel
- Nr. 5.243: Rudolf Kerner
- Nr. 5.325: August Becker
- Nr. 5.447: Karl Herwig
- Nr. 5.448: Max Pauly
- Nr. 5.549: Fritz Gebauer
- Nr. 5.630: Vinzenz Schöttl
- Nr. 5.632: Johann Bäumer
- Nr. 5.653: Karl Weberpals
- Nr. 5.731: Hans Hasse
- Nr. 5.736: Heinrich Teitge
- Nr. 5.738: Walter Schallock
- Nr. 5.741: Hinrich Möller
- Nr. 5.792: Paul Dahm
- Nr. 5.870: Curt Wittje
- Nr. 5.887: August Körber
- Nr. 6.014: Martin Elsner
- Nr. 6.019: Theo Berkelmann
- Nr. 6.089: Gerhard Weigel
- Nr. 6.123: Friedrich-Wilhelm Krüger
- Nr. 6.126: Fritz Zietlow
- Nr. 6.128: Karl Spiewok
- Nr. 6.165: Josef Adamczyk
- Nr. 6.281: Karl-Friedrich Rieflin
- Nr. 6.427: Friedrich Alpers
- Nr. 6.469: Otto Barnewald
- Nr. 6.491: Friedrich Kessel
- Nr. 6.516: Josef Makosch
- Nr. 6.518: Willi Ost
- Nr. 6.532: Albert Fredrich Schwartz
- Nr. 6.601: Theodor Pakheiser
- Nr. 6.636: Werner Lorenz
- Nr. 6.640: Emil Sembach
- Nr. 6.659: Max Schneller
- Nr. 6.785: Werner Seidl
- Nr. 6.786: Karl Taus
- Nr. 6.797: Josef Spacil
- Nr. 6.882: Walther Darré
- Nr. 6.884: Erwin Busta
- Nr. 6.909: Hans Collani
- Nr. 6.922: Hermann Müller
- Nr. 7.088: Richard Hildebrandt
- Nr. 7.099: Robert Bergmann
- Nr. 7.115: Kurt Mayer
- Nr. 7.282: Friedrich Wilhelm Ruppert
- Nr. 7.287: Karl Fritzsch
- Nr. 7.368: Richard Jungclaus
- Nr. 7.450: Joachim Rumohr
- Nr. 7.646: Otto Hofmann
- Nr. 7.729: Fritz Lechler
- Nr. 7.833: Joachim Ruoff
- Nr. 8.062: Eldon Walli
- Nr. 8.216: Kurt Brasack
- Nr. 8.229: Alfred Rodenbücher
- Nr. 8.366: Friedrich Franz Herzog zu Mecklenburg
- Nr. 8.452: Gunter d’Alquen
- Nr. 8.660: Hermann Florstedt
- Nr. 8.730: Otto Löblich
- Nr. 8.737: Alexander Piorkowski
- Nr. 8.741: Karl Fichtner
- Nr. 8.820: Rolf Höhne
- Nr. 8.894: Hans Deuschl
- Nr. 8.980: Walter Adolf Langleist
- Nr. 8.982: Ernst Hartmann
- Nr. 9.107: Fritz Ritterbusch
- Nr. 9.148: Hans Hinkel
- Nr. 9.416: Werner Hersmann
- Nr. 9.456: Wilhelm Grezesch
- Nr. 9.504: Paul Simon
- Nr. 9.555: Hans Möser
- Nr. 9.643: Paul Hampel
- Nr. 9.729: Hilmar Wäckerle
- Nr. 9.774: Richard Kaaserer
- Nr. 9.777: Max Krahner
- Nr. 9.804: Gustav vom Felde
- Nr. 9.831: Erich von dem Bach-Zelewski
- Nr. 9.916: Wilhelm Werner
- Nr. 9.925: Hans-Hendrik Neumann
- Nr. 9.926: Henry Schmidt
- Nr. 9.948: Otto Reich

### Nummernkreis 10.000–99.999
- Nr. 10.051: Franz Eirenschmalz
- Nr. 10.110: Günther Pancke
- Nr. 10.120: Reinhard Heydrich
- Nr. 10.238: Werner Göttsch
- Nr. 10.269: Heinrich Theodor Müller
- Nr. 10.490: Hans Werner von Aufseß
- Nr. 10.536: Wilhelm Kos
- Nr. 10.596: Karl Gesele
- Nr. 10.795: Arthur Greiser
- Nr. 10.925: Heinz Leonhard
- Nr. 10.955: Karl Maria Wiligut
- Nr. 10.984: Willi Dusenschön
- Nr. 11.090: Alfred Dittmann
- Nr. 11.263: Wilhelm Breimaier
- Nr. 11.319: Walter Ortlepp
- Nr. 11.348: Wilhelm Bock
- Nr. 11.362: Heinrich Jürs
- Nr. 11.496: Herbert Bischoff
- Nr. 11.715: Wilhelm Dreher
- Nr. 11.716: Paul Moder
- Nr. 11.862: Arnold Büscher
- Nr. 11.992: Hans Harnys
- Nr. 12.129: Gerhard Maurer
- Nr. 12.332: Rudolf Schultz von Dratzig
- Nr. 12.559: Willi Willing
- Nr. 12.676: Richard Skarabis
- Nr. 12.780: Walter Stein
- Nr. 12.787: Joachim Jenkner
- Nr. 12.817: Richard Einspenner
- Nr. 13.039: Ernst Kaltenbrunner
- Nr. 13.138: Kurt Gildisch
- Nr. 13.141: Walter Weber
- Nr. 13.200: Heinz Fanslau
- Nr. 13.225: Artur Kauffmann
- Nr. 13.241: Walter Schick
- Nr. 13.294: Adolf Ott
- Nr. 13.433: Paul Wipper
- Nr. 13.578: Bernhard Dietsche
- Nr. 13.679: Wolfgang Plaul
- Nr. 13.837: Ludwig Neubourg
- Nr. 13.966: Gregor Ebner
- Nr. 13.983: Albert Gnade
- Nr. 14.220: Paul Scharfe
- Nr. 14.235: Karl Wolff
- Nr. 14.280: Georg Stümpfig
- Nr. 14.315: Otto Martin
- Nr. 14.470: Walter Graeschke
- Nr. 14.531: Kurt Lüdtke
- Nr. 14.567: Walter Gerlach
- Nr. 14.669: Friedrich Hildebrand
- Nr. 14.682: Fritz Suhren
- Nr. 14.713: Bruno Streckenbach
- Nr. 14.724: Willy Tensfeld
- Nr. 14.830: Karl Otto Koch
- Nr. 14.945: Georg Renno
- Nr. 14.958: Johann Altfuldisch
- Nr. 15.249: Bernhard Krüger
- Nr. 15.274: Konrad Leroux
- Nr. 15.390: Hans Hermann Griem
- Nr. 15.432: Wolfgang Eymer
- Nr. 15.444: Willi Falkenberg
- Nr. 15.541: Wilhelm Mohnke
- Nr. 15.585: Johann Mirbeth
- Nr. 15.590: Hans Strobel
- Nr. 15.690: Berthold Maack
- Nr. 15.838: Karl Schulz
- Nr. 15.938: Oskar Druschel
- Nr. 16.191: Karl-Heinz Teuber
- Nr. 16.296: Helmut Sündermann
- Nr. 16.299: Franz Kraus
- Nr. 16.385: Theodor Traugott Meyer
- Nr. 16.471: Hans Bauszus
- Nr. 16.617: Wilhelm Wiebens
- Nr. 16.619: August Finke
- Nr. 16.840: Franz Lenner
- Nr. 17.063: Jakob Weiseborn
- Nr. 17.080: Werner Fromm
- Nr. 17.121: Hermann Lapper
- Nr. 17.197: Theo Hupfauer
- Nr. 17.254: Karl Reinhardt
- Nr. 17.307: Erwin Baumann
- Nr. 17.559: Kurt Meyer
- Nr. 17.852: Günther Rausch
- Nr. 18.038: Herbert Packebusch
- Nr. 18.218: Karl Christian zur Lippe-Weißenfeld
- Nr. 18.332: Walter Lichtschlag
- Nr. 18.493: Heinrich Harmjanz
- Nr. 18.615: Siegfried Seidel-Dittmarsch
- Nr. 18.727: Otto Kumm
- Nr. 18.753: Carl Rachor
- Nr. 18.864: Georg Schroeder
- Nr. 19.180: Albert Sauer
- Nr. 19.251: Hermann Fischer
- Nr. 19.312: Eduard Strauch
- Nr. 19.474: Karl Sattler
- Nr. 19.659: Franz Kutschera
- Nr. 19.691: Heinrich Schwarz
- Nr. 19.729: Ludwig Ehrsam
- Nr. 20.012: Hans-Herbert Dengler
- Nr. 20.326: Paul Leffler
- Nr. 20.548: Wilhelm Georg Schmidt
- Nr. 20.887: Erich Darré
- Nr. 21.040: Wilhelm Busch
- Nr. 21.342: Hermann Harm
- Nr. 21.362: Felix Piékarski
- Nr. 21.518: Fritz Witt
- Nr. 21.529: Wilhelm Göcke
- Nr. 21.844: Heinrich Reiser
- Nr. 22.057: Hans Spatzenegger
- Nr. 22.546: Fritz Bernotat
- Nr. 22.924: Waldemar Wappenhans
- Nr. 23.064: Gerhard Bast
- Nr. 23.069: Heinrich Schmidt
- Nr. 23.076: Paul Körner
- Nr. 23.077: Rolf Reiner
- Nr. 23.101: Walter Harzer
- Nr. 23.127: Franz Xaver Trenkle
- Nr. 23.128: Siegfried Taubert
- Nr. 23.262: Friedrich Warzok
- Nr. 23.376: Richard Wagner
- Nr. 23.377: Werner Best
- Nr. 23.395: Heinrich Gernand
- Nr. 23.662: Otto Sens
- Nr. 23.692: Jürgen Wagner
- Nr. 23.860: Georg Grünberg
- Nr. 23.884: Bruno Müller
- Nr. 24.009: Hermann Baranowski
- Nr. 24.024: Carlo Otte
- Nr. 24.178: Arend Lang
- Nr. 24.990: Michael Kneissl
- Nr. 25.048: Emil Popp
- Nr. 25.250: Sylvester Filleböck
- Nr. 25.517: Ernst-Albrecht Hildebrandt
- Nr. 25.638: Otto Somann
- Nr. 25.717: Willi Luckner
- Nr. 25.720: Siegfried Polack
- Nr. 25.811: Joachim Mrugowsky
- Nr. 25.955: Wilhelm Koppe
- Nr. 26.104: Erich Szustak
- Nr. 26.240: Alfred Naujocks
- Nr. 26.655: Alfred Siepmann
- Nr. 26.696: Theodor Henschel
- Nr. 26.782: Walter Gunst
- Nr. 26.854: Hans Himpe
- Nr. 27.039: Konrad Büchs
- Nr. 27.301: Paul Josef Heussler
- Nr. 27.444: Anton Thumann
- Nr. 27.483: Ernst-Robert Grawitz
- Nr. 27.487: Richard Pruchtnow
- Nr. 27.558: Fritz Montag
- Nr. 27.786: Erich Großmann
- Nr. 27.789: Wilhelm Zander
- Nr. 28.053: Fritz Grauer
- Nr. 28.212: Siegfried Georgii
- Nr. 28.461: Christoph Diehm
- Nr. 28.737: Walter Schmitt
- Nr. 28.834: Walter Hammersen
- Nr. 28.943: Adolf Haas
- Nr. 29.100: Paul Blobel
- Nr. 29.145: Paul Ringshausen
- Nr. 29.337: Georg Michalsen
- Nr. 29.338: Kurt Claasen
- Nr. 29.516: Alfred Bigler
- Nr. 29.625: August Korreng
- Nr. 29.627: Hans Fischer
- Nr. 29.892: Hermann Pister
- Nr. 29.981: Walter Seifert
- Nr. 30.722: Erich Rasner
- Nr. 30.778: Hans Ballmaier
- Nr. 30.828: Herbert Hübner
- Nr. 30.842: Erich Daluege
- Nr. 31.060: Hans Kobelinski
- Nr. 31.090: Hans-Joachim Krieger
- Nr. 31.115: Friedrich Karl Dermietzel
- Nr. 31.147: Martin Gottfried Weiß
- Nr. 31.160: Hans-Achim Holtz
- Nr. 31.438: Karl Ullrich
- Nr. 31.442: Rolf Rosenthal
- Nr. 31.549: Günther Claassen
- Nr. 31.653: Herbert Reischauer
- Nr. 31.710: Horst Carlos Fuldner
- Nr. 32.214: Hermann Freiherr von Schade
- Nr. 32.217: Josef Kramer
- Nr. 32.458: Karl Gengenbach
- Nr. 32.851: Reinhard Spitzy
- Nr. 33.017: Erich Dinges
- Nr. 33.531: Heinrich Hamann
- Nr. 33.800: Siegfried Schwela
- Nr. 33.915: Johann Haßler
- Nr. 33.923: Rolf von Humann
- Nr. 34.572: Anton Ganz
- Nr. 34.799: Harald Turner
- Nr. 34.949: Herbert Bach
- Nr. 35.466: Georg-Henning Graf von Bassewitz-Behr
- Nr. 35.615: Just Dillgardt
- Nr. 35.763: Hermann Passe
- Nr. 35.795: Heinz Linge
- Nr. 35.815: Hermann Behrends
- Nr. 35.889: Max Sell
- Nr. 35.898: Karl Bömelburg
- Nr. 35.903: Christoph von Hessen
- Nr. 36.020: Karl August von Laffert
- Nr. 36.050: Richard Wendler
- Nr. 36.051: Walter Potzelt
- Nr. 36.054: Herbert Mehlhorn
- Nr. 36.060: Heinrich Schulz
- Nr. 36.062: Leo Hausleiter
- Nr. 36.075: Carl Oberg
- Nr. 36.076: Arthur Bork
- Nr. 36.087: Walter Sohst
- Nr. 36.109: Hugo Linhard
- Nr. 36.122: Hans Richter
- Nr. 36.134: Josef Meisinger
- Nr. 36.141: Julius Plaichinger
- Nr. 36.144: Hans Glauning
- Nr. 36.157: Ernst Damzog
- Nr. 36.167: Hans Daufeldt
- Nr. 36.169: Theodor Christensen
- Nr. 36.178: Walter Kurreck
- Nr. 36.179: Kurt Graaf
- Nr. 36.189: Wilhelm Albert
- Nr. 36.191: Georg Hagen
- Nr. 36.204: Jakob Beck
- Nr. 36.205: Ludwig Oldach
- Nr. 36.213: Friedrich Franz Bauer
- Nr. 36.220: Franz Stark
- Nr. 36.222: Arthur Schumann
- Nr. 36.224: Walther Stepp
- Nr. 36.225: Heinz Heydrich
- Nr. 36.226: Georg Ahrens
- Nr. 36.229: Reinhard Höhn
- Nr. 36.231: Bernhard Ruberg
- Nr. 36.232: Johannes Schmidt
- Nr. 36.238: Karl Pfeifer
- Nr. 36.239: Walther Ilges
- Nr. 36.242: Fritz Herrmann
- Nr. 36.243: Heinz Jost
- Nr. 36.320: Benno von Arent
- Nr. 36.345: Helmut Poppendick
- Nr. 36.350: Robert Knapp
- Nr. 36.647: Heinrich Forster
- Nr. 36.783: Hellmut Willich
- Nr. 37.163: August Harbaum
- Nr. 37.644: Max Koegel
- Nr. 37.719: Georg Lörner
- Nr. 37.768: Gottfried Schwarz
- Nr. 37.844: Benno Kuhr
- Nr. 38.114: Theodor Dannecker
- Nr. 38.500: Franz Xaver Schwarz
- Nr. 38.506: Herbert Aust
- Nr. 39.177: Wilhelm Bittrich
- Nr. 39.254: Arthur Liebehenschel
- Nr. 39.401: Kurt Schreiber
- Nr. 39.420: Franz Podezin
- Nr. 39.421: Ewald von Massow
- Nr. 39.477: Guntram Pflaum
- Nr. 39.492: Julian Scherner
- Nr. 39.671: Oskar Wilhelm Koch
- Nr. 39.719: Franz Breithaupt
- Nr. 39.854: Herbert Otto Gille
- Nr. 39.884: Adolf Schieffer
- Nr. 39.885: Rudolf Mentzel
- Nr. 40.005: Karl Künstler
- Nr. 40.064: Günther Patschowsky
- Nr. 40.065: Erich Tschimpke
- Nr. 40.651: Franz Johann Hofmann
- Nr. 40.671: Willi Dansauer
- Nr. 40.675: Gustav Willhaus
- Nr. 40.876: Hans Hermann Remmers
- Nr. 41.043: Günther-Eberhardt Wisliceny
- Nr. 41.204: Gustav Bloy
- Nr. 41.206: Richard Thomalla
- Nr. 41.435: Paul Raebel
- Nr. 41.561: Fritz Schwalm
- Nr. 41.936: Josef Fitzthum
- Nr. 41.937: Johann Feil
- Nr. 41.940: Franz Hößler
- Nr. 41.969: Josef Remmele
- Nr. 43.673: Amon Göth
- Nr. 43.742: Kurt Gattinger
- Nr. 43.881: Ulrich Crämer
- Nr. 44.005: Heinrich Grote
- Nr. 44.110: Carl Brocke
- Nr. 44.225: Richard Baer
- Nr. 44.291: Philipp Schmitt
- Nr. 44.334: Karl Tschierschky
- Nr. 44.552: Alfred Filbert
- Nr. 44.611: Jürgen Stroop
- Nr. 44.657: August Winkel
- Nr. 44.795: Walter Jurk
- Nr. 44.889: Kurt Stawizki
- Nr. 44.894: Bernhard Siebken
- Nr. 45.326: Adolf Eichmann
- Nr. 45.399: Heinrich Noa
- Nr. 45.555: Walter Burghardt
- Nr. 45.770: Hermann Behme
- Nr. 45.923: Curt von Gottberg
- Nr. 46.034: Horst Kopkow
- Nr. 46.058: Walter Maass
- Nr. 46.084: Helmut Kluck
- Nr. 46.104: Albert Speer
- Nr. 46.106: Siegfried Seidl
- Nr. 46.118: Ernst Chlan
- Nr. 46.204: Franz Konrad
- Nr. 46.414: Bernhard Baatz
- Nr. 46.738: Wilhelm Greiffenberger
- Nr. 47.285: Wilhelm Burger
- Nr. 47.325: Karl Schlumprecht
- Nr. 47.468: Josef Schillinger
- Nr. 47.553: Kurt Bolender
- Nr. 47.727: Wilhelm Ihde
- Nr. 47.869: Walter Moser
- Nr. 48.080: Heinrich von Kozierowski
- Nr. 48.248: Hans Juhl
- Nr. 48.381: Hans Fichtner
- Nr. 48.517: August Gölzer
- Nr. 48.575: Klaus von Rosenstiel
- Nr. 49.125: Wilhelm Siegmann
- Nr. 49.126: Hermann Campe
- Nr. 49.274: Alexander Reiner
- Nr. 49.389: Hans Hiedler
- Nr. 49.689: Martin Fellenz
- Nr. 49.713: Karl Uerpmann
- Nr. 49.964: Gerhard Bommel
- Nr. 49.965: Heinrich Günnewig
- Nr. 50.039: Erich Lipik
- Nr. 50.498: Walter Lierau
- Nr. 50.816: Wilhelm Keppler
- Nr. 50.820: Kurt Krüger
- Nr. 51.057: Heinz Müller-Hoppenworth
- Nr. 51.240: Hans Kempin
- Nr. 51.305: Felix Rühl
- Nr. 51.357: Ellery von Gorrissen
- Nr. 51.487: Fritz Klingenberg
- Nr. 51.550: Horst Rechenbach
- Nr. 51.663: Herbert Grohmann
- Nr. 51.898: Rudolf Karl Wagner
- Nr. 52.195: Ludolf Jakob von Alvensleben
- Nr. 52.254: Ernst Speidel
- Nr. 52.711: Wilhelm Prinz von Hessen-Philippsthal-Barchfeld
- Nr. 52.744: Waldemar Klingelhöfer
- Nr. 52.831: Heinz Schultze
- Nr. 52.852: Herbert Kortum
- Nr. 52.877: Johann Rattenhuber
- Nr. 53.091: Wilhelm Tengelmann
- Nr. 53.092: Fritz Kranefuß
- Nr. 53.143: Max Amann
- Nr. 53.406: Heinrich Glasmeier
- Nr. 53.479: Rudolf Jänisch
- Nr. 53.675: Josef Pospischil
- Nr. 53.796: Richard Rokita
- Nr. 54.061: Josef Klehr
- Nr. 54.333: Otto Meinicke
- Nr. 54.402: Hermann Muhs
- Nr. 54.444: Erich Gust
- Nr. 54.628: Karl Rabe
- Nr. 54.932: Philipp Bouhler
- Nr. 54.933: Franz Schwarz
- Nr. 55.080: Hans Weibrecht
- Nr. 55.211: Herbert Kappler
- Nr. 55.370: Erwin Metzner
- Nr. 55.371: Richard Arauner
- Nr. 55.964: Reinhold Daum
- Nr. 56.074: Karl Michel von Tüßling
- Nr. 56.169: August Frank
- Nr. 56.175: Hans Steinbrenner
- Nr. 56.179: Harro von Zeppelin
- Nr. 56.180: Werner Willikens
- Nr. 56.216: Rolf Metz
- Nr. 56.275: Wilhelm Huth
- Nr. 56.634: Heinz Reinefarth
- Nr. 57.319: Kurt Eimann
- Nr. 58.074: Walter Reder
- Nr. 58.228: Helmuth Zimmerer
- Nr. 58.541: Johann Kantschuster
- Nr. 58.613: Kurt Wehrle
- Nr. 58.706: Richard Glücks
- Nr. 59.601: Friedrich Knolle
- Nr. 60.152: Karl Streibel
- Nr. 60.257: Hermann Helbig
- Nr. 60.390: Rudolf Röder
- Nr. 60.740: Hans Schwedler
- Nr. 60.827: Richard Kolb
- Nr. 61.702: Hans Nieland
- Nr. 62.511: Karl Pflaumer
- Nr. 62.760: Wilhelm Fuchs
- Nr. 62.823: Karl Jäger
- Nr. 63.083: Joachim von Ribbentrop
- Nr. 63.084: Otto Steinbrinck
- Nr. 63.950: Karl Chmielewski
- Nr. 64.697: Franz Hayler
- Nr. 65.698: Wilhelm Beisner
- Nr. 65.823: Ludwig Hahn
- Nr. 65.824: Friedrich Suhr
- Nr. 66.679: Werner Ballauff
- Nr. 66.680: Hermann Fegelein
- Nr. 66.975: Edmund Bräuning
- Nr. 67.174: Karl Eberhard Schöngarth
- Nr. 67.959: Friedrich Wetzel
- Nr. 68.910: Karl Burk
- Nr. 69.470: Helmut Johannsen
- Nr. 69.535: Georg Bachmayer
- Nr. 69.594: Friedrich Mußgay
- Nr. 69.600: Franz Xaver Maier
- Nr. 69.638: Wilhelm Günther
- Nr. 70.364: Julius Jung
- Nr. 71.251: Kurt Janthur
- Nr. 71.341: Karl Dötzer
- Nr. 71.679: Bruno K. Schultz
- Nr. 71.847: Hermann Ramsperger
- Nr. 71.911: Heinz Manger
- Nr. 72.207: Henry Hinz
- Nr. 72.208: Gustav von Wulffen
- Nr. 72.222: Fritz Darges
- Nr. 72.423: Hans-Georg Ballarin
- Nr. 72.909: Ulrich Greifelt
- Nr. 73.041: Walter Stahlecker
- Nr. 73.073: August Meier
- Nr. 73.378: Otto Brenneis
- Nr. 73.754: Erich Frommhagen
- Nr. 74.397: Walter Bohm
- Nr. 74.436: Oskar Walleck
- Nr. 74.674: Wilhelm Traupel
- Nr. 74.695: Konrad Meyer
- Nr. 74.704: Joachim Caesar
- Nr. 74.732: Franz Dehler
- Nr. 75.241: Friedrich Ackmann
- Nr. 75.534: Otto Peltzer
- Nr. 75.948: Philipp Grimm
- Nr. 77.151: Günther Reinecke
- Nr. 77.360: Hans Dorr
- Nr. 77.379: Viktor Zoller
- Nr. 77.517: Otto Dippelhofer
- Nr. 77.813: Rudolf Creutz
- Nr. 78.009: Philipp Hillgärtner
- Nr. 78.871: Ferdinand Schlemmer
- Nr. 79.466: Gerhard Palitzsch
- Nr. 79.516: Alfred Pudelko
- Nr. 79.520: Friedrich Klumm
- Nr. 79.652: Hans-Reinhard Koch
- Nr. 80.114: Erich Schröder
- Nr. 80.149: Rolf Diercks
- Nr. 80.174: Erich Gritzbach
- Nr. 80.637: Georg Deffner
- Nr. 80.793: Erhard Grauel
- Nr. 81.090: Fritz May
- Nr. 81.353: Walter Buch
- Nr. 81.491: Bruno Pfütze
- Nr. 81.865: Hans-Peter Meister
- Nr. 81.948: Paul Meyers-Platen
- Nr. 82.491: Gottfried Schapper
- Nr. 82.857: Hyazinth Graf Strachwitz
- Nr. 83.086: Max Simon
- Nr. 83.668: Ludwig Stumpfegger
- Nr. 83.683: Hans Lörner
- Nr. 84.133: Lorenz Hackenholt
- Nr. 84.617: Helmut Looß
- Nr. 84.693: Hugo-Heinz Schmick
- Nr. 85.018: Hans Krüger
- Nr. 85.279: Hermann Heerdt
- Nr. 85.786: Oskar Eichler
- Nr. 85.888: Arthur Jonath
- Nr. 85.924: Arthur Gütt
- Nr. 86.068: Eduard Holste
- Nr. 86.126: Willi Baumert
- Nr. 86.155: Ernst Jahr
- Nr. 87.064: Willy Sachs
- Nr. 87.281: Edmund Stoeckle
- Nr. 87.541: Sebastian Eberl
- Nr. 87.881: Fritz Knöchlein
- Nr. 87.882: Herbert Backe
- Nr. 88.140: Kurd Eissfeldt
- Nr. 88.569: Wilhelm Gideon
- Nr. 88.637: Heinz Flotho
- Nr. 88.647: Wilhelm Schitli
- Nr. 89.103: Wilhelm Laforce
- Nr. 89.313: Wilhelm Neudecker
- Nr. 89.399: Josef Seuß
- Nr. 89.423: Anton Bergmeier
- Nr. 89.797: Franz Marmon
- Nr. 91.165: Leopold Vellguth
- Nr. 91.724: Karl Fiehler
- Nr. 91.739: Paul Schmitz-Voigt
- Nr. 92.218: Bernward Josef Gottlieb
- Nr. 92.316: Heinrich Josten
- Nr. 93.313: Johannes Matthiesen
- Nr. 93.501: Herbert Lange
- Nr. 94.435: Engelbert Valentin Niedermeyer
- Nr. 94.908: Rolf Kelbling
- Nr. 95.215: Heinz Hollert
- Nr. 95.488: Gustav Fink
- Nr. 95.682: Peter Orlowski
- Nr. 96.912: Hugo Murero
- Nr. 97.094: Andreas Biederbick
- Nr. 97.563: Franz Hoth
- Nr. 97.761: Friedrich Polte
- Nr. 97.948: Kurt Strauß
- Nr. 97.963: Walter Höhler
- Nr. 99.435: Karl Drendel
- Nr. 99.436: Wilhelm Meinberg
- Nr. 99.437: Kurt Kummer
- Nr. 99.438: Matthes Ziegler
- Nr. 99.829: Paul Hirschberg
- Nr. 99.842: Alexander Heinz Flessburg
- Nr. 99.934: Hermann Darsen

### Nummernkreis 100.000–199.999
- Nr. 100.320: Edmund Freiherr von Thermann
- Nr. 100.376: Gerhard Buhtz
- Nr. 100.414: August Hirt
- Nr. 100.931: Andreas von Antropoff
- Nr. 101.346: Kurt Schmitt
- Nr. 101.349: Otto Dietrich
- Nr. 101.350: Hermann Reischle
- Nr. 101.658: Hans Holfelder
- Nr. 101.741: Oskar Dienstbach
- Nr. 102.070: Anton Galler
- Nr. 102.283: Franz Krapf
- Nr. 102.415: Jakob Fries
- Nr. 102.626: Ferdinand aus der Fünten
- Nr. 102.874: Albrecht Balzer
- Nr. 102.880: Hermann zu Dohna-Finckenstein
- Nr. 103.151: Willi Abendschön
- Nr. 103.169: Kurt Bader
- Nr. 103.688: Heinz Maurer
- Nr. 103.829: Carl-Dieter von Reichmeister
- Nr. 104.377: Rudolf Wagner
- Nr. 104.518: Julius Muthig
- Nr. 104.540: Waldemar Wolter
- Nr. 104.729: Hugo Strauß
- Nr. 104.730: Willi Eichhorn
- Nr. 104.849: Walter Pongs
- Nr. 105.013: Bernhard Frank
- Nr. 105.080: Anton Wellbrock
- Nr. 105.545: Adam Hoos
- Nr. 105.693: August Häfner
- Nr. 105.979: Erich Müller
- Nr. 106.080: Otto Abs
- Nr. 106.237: Rolf Breusing
- Nr. 106.362: Albert Lax
- Nr. 106.394: Richard Trommer
- Nr. 106.408: Theophil Hackethal
- Nr. 106.821: Eduard Krebsbach
- Nr. 107.003: Paul Hudl
- Nr. 107.034: Karl Burmester
- Nr. 107.039: Wilhelm Krichbaum
- Nr. 107.043: Heinrich Müller
- Nr. 107.044: Reinhard Flesch
- Nr. 107.046: Wilhelm August Patin
- Nr. 107.050: Albert Hartl
- Nr. 107.054: Hellmuth Gommlich
- Nr. 107.059: Martin Paul Wolf
- Nr. 107.060: Alfons Glatzel
- Nr. 107.079: Günther Brandt
- Nr. 107.095: Erhard Mäding
- Nr. 107.096: Ernst Müller
- Nr. 107.099: Franz Josef Huber
- Nr. 107.100: Otto Rasch
- Nr. 107.105: Wilhelm Spengler
- Nr. 107.128: Josef Gerum
- Nr. 107.136: Rolf-Heinz Höppner
- Nr. 107.138: Justus Beyer
- Nr. 107.161: Karl Brunner
- Nr. 107.179: Jakob Wilhelm Hauer
- Nr. 107.180: Paul Zapp
- Nr. 107.189: Gustav Adolf Scheel
- Nr. 107.191: Frithjof Fischer
- Nr. 107.194: Oskar Radtke
- Nr. 107.200: Georg Klein
- Nr. 107.210: Gustav Richter
- Nr. 107.212: Moritz von Egidy
- Nr. 107.213: Heinz Gräfe
- Nr. 107.216: Dieter Wisliceny
- Nr. 107.221: Ernst Krieck
- Nr. 107.233: Edmund Trinkl
- Nr. 107.241: Wilhelm Voß
- Nr. 107.244: Gustav Borger
- Nr. 107.248: Johann Duken
- Nr. 107.249: Friedrich Müller
- Nr. 107.275: Hans Rößner
- Nr. 107.278: Walter von Kielpinski
- Nr. 107.281: Karl Justus Obenauer
- Nr. 107.311: Franz Huber
- Nr. 107.326: Heinz Schubert
- Nr. 107.327: Theodor Talman
- Nr. 107.331: Fritz Hartmann
- Nr. 107.332: Karl Haselbacher
- Nr. 107.333: Albert Leiterer
- Nr. 107.362: Kuno Callsen
- Nr. 107.364: Werner Braune
- Nr. 107.374: Reinhard Perwitzschky
- Nr. 107.378: Alfred Renndorfer
- Nr. 107.383: Heinrich-Josef Nelis
- Nr. 107.396: Hans Friedrich Sohns
- Nr. 107.400: Arnold Brügmann
- Nr. 107.405: Karl Kernert
- Nr. 107.409: Rudolf Korndörfer
- Nr. 107.410: Heinrich Vitzdamm
- Nr. 107.423: Walter Best
- Nr. 107.426: Johannes Hassebroek
- Nr. 107.430: Walter Neum
- Nr. 107.462: Max Großkopf
- Nr. 107.464: Günther Lutz
- Nr. 107.467: Hans-Ulrich Geschke
- Nr. 107.478: Eberhard von und zu Steinfurth
- Nr. 107.479: Hans Körbel
- Nr. 107.480: Franz Six
- Nr. 107.481: Gregor Schwartz-Bostunitsch
- Nr. 107.484: Erwin Schulz
- Nr. 107.486: Hans Leetsch
- Nr. 107.493: Erich Ehrlinger
- Nr. 107.496: Erich Naumann
- Nr. 107.585: Werner Beuschlein
- Nr. 107.773: Karl Schmitz-Scholl junior
- Nr. 107.970: Helmut Schlierbach
- Nr. 108.896: Wilhelm Kissel
- Nr. 109.112: Adolf Winkelmann
- Nr. 109.195: Otto Diederichs
- Nr. 109.496: Rudi Peuckert
- Nr. 109.964: Andreas Stihl
- Nr. 110.592: Georg Scherdin
- Nr. 110.868: Willi Henne
- Nr. 111.507: Gustav Knittel
- Nr. 111.812: Johannes Stein
- Nr. 111.845: Klaus Huegel
- Nr. 111.868: Günther Sacksofsky
- Nr. 111.883: Rudolf Lehmann
- Nr. 112.464: Karl Hauger
- Nr. 112.799: Manfred von Knobelsdorff
- Nr. 112.955: Werner Dörffler-Schuband
- Nr. 113.174: Hellmuth Becker
- Nr. 113.258: Hermann Prieß
- Nr. 113.526: Rudolf Hotzel
- Nr. 113.579: Wilhelm Busch
- Nr. 113.619: Hans Kammler
- Nr. 113.650: Alfred Freyberg
- Nr. 113.656: Willy Meerwald
- Nr. 114.013: Julius Ludolf
- Nr. 114.309: Heinrich Worster
- Nr. 114.488: Horst Klein
- Nr. 114.771: Wilhelm Kube
- Nr. 114.870: Hermann Wicklein
- Nr. 114.921: Otto Weidinger
- Nr. 115.983: Emil Heinrich Meyer
- Nr. 116.187: Rudolf Leichtweiß
- Nr. 116.349: Walter Koennecke
- Nr. 116.663: Reinhard Breder
- Nr. 116.685: Gustav Krukenberg
- Nr. 117.557: Karl Hass
- Nr. 117.630: Hans Bothmann
- Nr. 118.240: Herbert Zimmermann
- Nr. 118.404: Hans Heinrich Lammers
- Nr. 118.431: Peter Carstens
- Nr. 118.449: Georg Wippern
- Nr. 118.475: Ludwig Grauert
- Nr. 118.920: Wilhelm Renfordt
- Nr. 118.946: Harro Thomsen
- Nr. 119.440: Adolf Krömer
- Nr. 119.494: Hans Saupert
- Nr. 119.495: Karl Kaufmann
- Nr. 120.075: Detlef Okrent
- Nr. 121.174: Hellmuth Reinhard
- Nr. 121.298: Alfred Fernholz
- Nr. 121.788: Johannes Schottky
- Nr. 122.074: Fritz Rang
- Nr. 122.362: Georg Bochmann
- Nr. 122.461: Martin Nitzsche
- Nr. 122.746: Horst Bender
- Nr. 122.827: Walter Blumenberg
- Nr. 123.519: Karl Jung
- Nr. 123.816: Friedrich Karl Bauer
- Nr. 124.273: Herbert Hagen
- Nr. 124.373: Otto-Wilhelm Wandesleben
- Nr. 124.402: Heinrich Koeppen
- Nr. 124.465: Helmut Kämpfe
- Nr. 124.599: Karl Bräuer
- Nr. 124.817: Walter Schellenberg
- Nr. 124.908: Georg Kränzlein
- Nr. 124.928: Hans-Jürgen Bruns
- Nr. 124.940: Konrad Morgen
- Nr. 125.266: Walter Quakernack
- Nr. 126.060: Helmuth Gerloff
- Nr. 126.436: Heinz Thilo
- Nr. 126.454: Werner Johannes
- Nr. 126.546: Hans Sidow
- Nr. 126.785: Walter Huppenkothen
- Nr. 126.917: Hellmuth Vetter
- Nr. 127.531: Ludwig Steeg
- Nr. 127.565: Paul Winzer
- Nr. 127.642: Karl Fritsch
- Nr. 127.673: Hans Hüttig
- Nr. 128.233: Wilhelm Avieny
- Nr. 128.798: Franz Ebeling
- Nr. 128.801: Walter Granzow
- Nr. 128.802: Friedrich Hildebrandt
- Nr. 128.814: Eugen Geiwitz
- Nr. 128.820: August Schlachter
- Nr. 129.556: Kurt Klebeck
- Nr. 129.771: Rudolf Brandt
- Nr. 129.846: Peter Hansen
- Nr. 130.199: Karl Sommer
- Nr. 130.610: Eduard Jedamzik
- Nr. 130.660: Richard Rau
- Nr. 131.861: Karl Tillessen
- Nr. 132.099: Ernst Hermann Himmler
- Nr. 132.108: Marten von Barnekow
- Nr. 132.245: Karl Astel
- Nr. 132.322: Peter Betz
- Nr. 132.345: Emil Pleissner
- Nr. 132.399: Matthias Kleinheisterkamp
- Nr. 132.400: Erich Mix
- Nr. 132.491: Karl Kräutle
- Nr. 132.496: Joachim Peiper
- Nr. 132.620: Franz Magill
- Nr. 133.252: Rudolf Wehrmann
- Nr. 133.574: Alfred Trzebinski
- Nr. 134.328: Martin Hellinger
- Nr. 134.512: Johannes Clemens
- Nr. 134.702: Wilhelm Nölle
- Nr. 135.387: Fritz Seidler
- Nr. 135.638: Fritz von Scholz
- Nr. 135.646: Otto Lantschner
- Nr. 136.048: Hans Dichgans
- Nr. 136.503: Wilhelm Kersten
- Nr. 136.620: Klemens Wildt
- Nr. 137.297: Joachim Duckart
- Nr. 138.133: Georg Vogel
- Nr. 138.803: Ernst Schäfer
- Nr. 139.336: Edinger Ancker
- Nr. 139.455: Karl Berckmüller
- Nr. 139.495: Sylvester Stadler
- Nr. 139.528: Franz Augsberger
- Nr. 139.845: Hanns Bobermin
- Nr. 139.934: Karl Arndt
- Nr. 139.960: Kurt Albrecht
- Nr. 140.902: Oskar-Hubert Dennhardt
- Nr. 141.043: Alois Knäbel
- Nr. 141.141: Paul Wolfrum
- Nr. 141.341: Max Thomas
- Nr. 141.990: Karl Diebitsch
- Nr. 142.025: Johann Zwingmann
- Nr. 142.033: Hans-Joachim Geiger
- Nr. 142.145: Hans-Rupert Villechner
- Nr. 142.158: Hermann Pirich
- Nr. 142.204: Alfons Brendel
- Nr. 142.276: Willy Bogner senior
- Nr. 142.388: Johann Schwarzhuber
- Nr. 142.592: Wilhelm Friedrich Loeper
- Nr. 142.813: Friedrich Mennecke
- Nr. 143.000: Hans Joachim Sewering
- Nr. 143.202: Hermann Alker
- Nr. 143.233: Wilhelm Osiander
- Nr. 143.285: Arnold Waldschmidt
- Nr. 143.341: Erich Sautter
- Nr. 143.921: Willi Hermann
- Nr. 144.085: Max Danz
- Nr. 144.232: Richard Krieger
- Nr. 144.344: Siegfried Kappe-Hardenberg
- Nr. 144.715: Paul Burghoff
- Nr. 145.113: Friedrich Weber
- Nr. 146.716: Alfred Arnold
- Nr. 147.545: Wilhelm Murr
- Nr. 147.614: Oswald Pohl
- Nr. 148.903: Heinrich Gärtner
- Nr. 150.359: Hans-Hermann Junge
- Nr. 150.396: Walter Renken
- Nr. 150.512: Bernhard von Glisczynski
- Nr. 150.614: Kurt Kleinschmidt
- Nr. 150.729: Walter Salpeter
- Nr. 150.923: Hermann Grossmann
- Nr. 151.042: Franz Albrecht Medicus
- Nr. 151.121: Hans-Joachim Böhme
- Nr. 151.129: Arnold Lambrecht
- Nr. 151.131: Fritz Hartmann
- Nr. 151.372: Hans Joachim Rühle von Lilienstern
- Nr. 151.813: Erich Müller
- Nr. 152.520: Wilhelm Wohlgemuth
- Nr. 153.508: Max Wünsche
- Nr. 153.988: Alfred Thoß
- Nr. 154.006: Dietrich Klagges
- Nr. 155.368: Ludwig Huber
- Nr. 155.369: Hans Walz
- Nr. 155.767: Fridolin Glass
- Nr. 155.817: Kurt Jeserich
- Nr. 155.834: Josef Opperbeck
- Nr. 155.870: Hermann Pook
- Nr. 155.951: Helmuth Hörstmann
- Nr. 156.298: Otto Wacker
- Nr. 156.309: Karl-Heinz Bürger
- Nr. 156.315: Falk Ruttke
- Nr. 156.339: Hanns Jacobsen
- Nr. 156.806: Josef Schmidbauer
- Nr. 156.808: Otto Schwarzenberger
- Nr. 160.812: Erich Steidtmann
- Nr. 160.964: Helmuth Koschorke
- Nr. 161.264: Xaver Strauß
- Nr. 161.337: Otto von Kursell
- Nr. 161.797: Karl Steinbuch
- Nr. 161.947: Walther Schieber
- Nr. 162.205: Heinrich Peter
- Nr. 162.240: Friedrich Graf von der Schulenburg
- Nr. 162.304: Heinrich Eisenhöfer
- Nr. 162.456: Heinrich Schneider
- Nr. 162.819: Hermann Worthoff
- Nr. 163.103: Josef Kreuzer
- Nr. 163.917: Robert Leuthner
- Nr. 164.291: Werner Blume
- Nr. 164.606: Rolf Schwitters
- Nr. 164.701: Hans Graalfs
- Nr. 164.705: Hermann Hackmann
- Nr. 166.832: Ferdinand Schoen
- Nr. 166.838: Ernst Boepple
- Nr. 166.846: Fritz Reinhardt
- Nr. 166.863: Konrad Fischer
- Nr. 166.890: Kurt Scharlau
- Nr. 167.994: Wilhelm-Heinrich Schmitz
- Nr. 169.200: Erich Wenger
- Nr. 169.997: Werner Jothann
- Nr. 171.718: Julius Taschke
- Nr. 171.865: Hans Baur
- Nr. 172.004: Erich Köhler
- Nr. 172.053: Hartmut Plaas
- Nr. 172.059: Viktor Pöschl
- Nr. 172.106: Martin Melzer
- Nr. 172.416: Hans Ehlich
- Nr. 176.199: Wilhelm Luzian Höffe
- Nr. 176.467: Max Popiersch
- Nr. 177.002: Ludolf-Hermann von Alvensleben
- Nr. 177.004: Gustav Giesecke
- Nr. 177.005: Richard von Hoff
- Nr. 177.023: Kurt Schumann
- Nr. 177.024: Hans Bavendamm
- Nr. 177.072: Hans Schulze
- Nr. 177.571: Erich Deppner
- Nr. 178.784: Hartmut Pulmer
- Nr. 178.978: Fritz Degelow
- Nr. 179.446: Otto Harder
- Nr. 179.667: Paul Heinrich Theodor Müller
- Nr. 179.765: Enno Lolling
- Nr. 179.922: Karl August Eckhardt
- Nr. 180.139: Alexander Bogs
- Nr. 180.147: Erwin Selck
- Nr. 180.205: Robert Mohr
- Nr. 180.233: Paul Sporrenberg
- Nr. 181.012: Max Clausius
- Nr. 181.122: Hans Dietz
- Nr. 181.334: Werner Grothmann
- Nr. 181.371: Ernst Lührmann
- Nr. 182.535: Malte Jaeger
- Nr. 182.700: Johannes Goebel
- Nr. 182.961: Karl-Friedrich Höcker
- Nr. 183.292: Karl Friedrich Titho
- Nr. 183.917: August Dieckmann
- Nr. 184.011: Rudolf Heise
- Nr. 185.023: Gustav Lombard
- Nr. 185.047: Karl Pelte
- Nr. 185.068: Wernher von Braun
- Nr. 185.074: Herbert Krüger
- Nr. 185.091: Alexander Langsdorff
- Nr. 185.415: Walther Seifert
- Nr. 185.434: Bruno Lettow
- Nr. 186.488: Johannes Engel
- Nr. 186.515: Joachim Albrecht Eggeling
- Nr. 186.633: Josef Gmeiner
- Nr. 186.839: Fritz Schulz-Reichel
- Nr. 186.898: Gerhard Lemmel
- Nr. 187.116: Rudolf Diels
- Nr. 187.117: Benno Martin
- Nr. 187.126: Albert Kost
- Nr. 187.708: Joachim Deumling
- Nr. 188.076: Fritz Schmelter
- Nr. 188.649: Walther Kühn
- Nr. 189.786: Paul Kanstein
- Nr. 190.866: Wilhelm Rohrmann
- Nr. 191.549: Gerhard Clages
- Nr. 191.554: Otto Förschner
- Nr. 191.584: Werner Knab
- Nr. 193.418: Arthur Rudolph
- Nr. 193.616: Rudolf Höß
- Nr. 194.300: Friedrich Franz von Grote
- Nr. 194.365: Emil Finnberg
- Nr. 194.549: Paul Hugo Biederich
- Nr. 194.671: August Bender
- Nr. 195.590: Kurt Lischka
- Nr. 198.470: Joachim Illmer
- Nr. 199.823: Wilhelm Grimm

### Nummernkreis 200.000–299.999
- Nr. 200.157: Ernst Gaber
- Nr. 200.180: Erich von der Heyde
- Nr. 200.256: Ludwig Losacker
- Nr. 200.264: Karl Aletter
- Nr. 200.582: Friedrich Rabeneck
- Nr. 201.029: Heinrich Wessel
- Nr. 201.819: Ferdinand Roth
- Nr. 201.858: Hans Dellbrügge
- Nr. 202.122: Edmund Veesenmayer
- Nr. 202.124: Ernst Gramß
- Nr. 203.057: Edgar von Schmidt-Pauli
- Nr. 203.093: Hans-Dietrich Müller-Grote
- Nr. 203.103: Karl Hanke
- Nr. 203.348: Robert Neumann
- Nr. 203.456: Heinz Flessner
- Nr. 203.494: Martin Jente
- Nr. 203.578: Fritz Fischer
- Nr. 203.962: Kurt Borm
- Nr. 204.213: Gerhart Drabsch
- Nr. 204.302: Friedrich Gollert
- Nr. 204.652: Hans-Dieter Ellenbeck
- Nr. 204.869: Karl Friedrich Schmidhuber
- Nr. 205.412: Werner Hahlweg
- Nr. 205.809: Wolfgang Borelly
- Nr. 207.148: Hermann Müller-John
- Nr. 207.390: Friedrich Dorn
- Nr. 207.686: Wilhelm Bergholter
- Nr. 207.954: Karl Genzken
- Nr. 208.125: Hans Lubinus
- Nr. 208.630: Wolf von Westarp
- Nr. 208.688: Wilhelm Führer
- Nr. 208.994: Franz Stuschka
- Nr. 209.008: Bobby Kohlrausch
- Nr. 209.058: Fritz Wächtler
- Nr. 209.059: Friedrich Uebelhoer
- Nr. 209.060: Wilhelm Keilhaus
- Nr. 209.076: Leo Petri
- Nr. 209.125: Richard Liebscher
- Nr. 210.275: Hermann Vellguth
- Nr. 210.780: Wilhelm Overhoff
- Nr. 211.028: Hermann Herz
- Nr. 212.156: Ernst Ewald Kunckel
- Nr. 213.323: Gerhard Schiedlausky
- Nr. 214.049: Gebhard Ludwig Himmler
- Nr. 214.952: Bernd Rosemeyer
- Nr. 214.974: Herbert Göring
- Nr. 214.975: Wilhelm von Holzschuher
- Nr. 216.334: Otto Thorbeck
- Nr. 216.399: Heinz Auerswald
- Nr. 216.490: Klaus Meyer
- Nr. 216.983: Alexander Dolezalek
- Nr. 217.484: Walter Beinzger
- Nr. 218.830: Arno Kriegsheim
- Nr. 218.836: August Hallermann
- Nr. 218.852: August-Wilhelm Trabandt
- Nr. 219.122: Alfred Mischke
- Nr. 219.156: Walther Jaensch
- Nr. 219.415: Leo Volk
- Nr. 219.440: Gerhard Hoffmann
- Nr. 219.699: Reiner Gottstein
- Nr. 220.324: Otto Schulz
- Nr. 220.796: Percival Treite
- Nr. 221.079: Karl Mummenthey
- Nr. 221.871: Kurt Plötner
- Nr. 222.014: Erich Neumann
- Nr. 222.053: Jacques Groeneveld
- Nr. 222.175: Hermann Gauch
- Nr. 222.497: August Kolb
- Nr. 223.215: Waldemar Beyer
- Nr. 223.652: Josef Becker
- Nr. 223.840: Wilhelm Gutermuth
- Nr. 223.910: Walter Braemer
- Nr. 224.219: August Zehender
- Nr. 224.469: Walter Schmidetzki
- Nr. 225.248: Alexander von Wrangell
- Nr. 225.478: Julius Karg
- Nr. 225.932: Wilhelm Harster
- Nr. 226.321: Paul Schmitthenner
- Nr. 226.546: Georg Norin
- Nr. 226.782: Erhard Jung
- Nr. 226.911: Adolf Zutter
- Nr. 227.014: Hanns Martin Schleyer
- Nr. 227.542: Georg Lenk
- Nr. 227.544: Hellmut Körner
- Nr. 227.545: Walter Erdmann
- Nr. 227.583: Paul Drechsel
- Nr. 227.632: Johannes Hoßfeld
- Nr. 227.969: Wolfgang Höher
- Nr. 228.017: Karl Wahl
- Nr. 228.386: Joachim Wünning
- Nr. 228.396: Johannes Güthling
- Nr. 229.196: Wilhelm Berndt
- Nr. 229.564: Hans Schick
- Nr. 229.780: Waldemar Fegelein
- Nr. 230.953: Rudolf Heinrich Suttrop
- Nr. 231.696: Karl-Heinz Rux
- Nr. 231.790: Wilhelm Hartnack
- Nr. 231.947: Gottfried von Bismarck-Schönhausen
- Nr. 231.978: Hans Ullrich
- Nr. 232.177: Fritz Huschke von Hanstein
- Nr. 233.392: Elimar Precht
- Nr. 234.110: Walther Schmieding
- Nr. 234.111: Josef Schönwälder
- Nr. 234.177: Kurt Bertram
- Nr. 234.190: Ludwig Ruckdeschel
- Nr. 234.478: Kurt Becher
- Nr. 235.066: Max Madlener
- Nr. 235.338: Otto Wächter
- Nr. 235.448: Günther K. F. Schultze
- Nr. 235.693: Lothar Kreuz
- Nr. 236.123: Otto Schulz-Kampfhenkel
- Nr. 236.287: Heinz Büngeler
- Nr. 236.290: Arnold Strippel
- Nr. 236.858: Karl Wilhelm Krause
- Nr. 236.861: Wilhelm Waneck
- Nr. 237.056: Otto Baum
- Nr. 237.421: Hans Eisele
- Nr. 238.301: Otto Born
- Nr. 238.596: Josef Jarolin
- Nr. 239.095: Fritz Kiehn
- Nr. 239.795: Paul Hausser
- Nr. 239.820: Walter Bärsch
- Nr. 240.155: Wolfgang Grosch
- Nr. 240.859: Gerhard Hotop
- Nr. 241.248: Anton Kaindl
- Nr. 241.805: Otto von Keudell
- Nr. 241.935: Fritz Scherwitz
- Nr. 241.955: Hans-Otto Meissner
- Nr. 242.020: Günther Braschwitz
- Nr. 242.280: Karl Motz
- Nr. 242.652: Walter Staudinger
- Nr. 242.677: Hinrich Schuldt
- Nr. 242.879: Karl Naumann
- Nr. 242.890: Alfred-Ingemar Berndt
- Nr. 244.042: Karl Otto Altvater
- Nr. 244.227: Albert Viethen
- Nr. 244.594: Waldemar Hoven
- Nr. 244.628: Wilhelm Henkel
- Nr. 244.740: Adolf Metzner
- Nr. 244.911: Hans Würdinger
- Nr. 245.466: Heinz Jentsch
- Nr. 245.540: Werner Kirchert
- Nr. 245.547: Franz Woweries
- Nr. 245.554: Bernd von Kanne
- Nr. 246.756: Bruno Kitt
- Nr. 246.770: Oskar Gabel
- Nr. 246.888: Theodor Laue
- Nr. 247.062: Heinz Lammerding
- Nr. 247.066: Wilhelm Börger
- Nr. 247.365: Ernst Sander
- Nr. 247.593: Herbert Kleine
- Nr. 247.838: Hans Becker
- Nr. 247.843: Ernst Kendzia
- Nr. 248.117: Ernst Wenzel
- Nr. 249.998: Peter Högl
- Nr. 250.001: Konrad Schmidbauer
- Nr. 250.062: Paul Ohler
- Nr. 250.065: Ottomar Otto
- Nr. 250.071: Engelhard von Nathusius
- Nr. 250.086: Ferdinand Friedrich Zimmermann
- Nr. 250.107: Franz Maierhofer
- Nr. 250.198: Theobald Thier
- Nr. 250.432: Richard Frankenberg
- Nr. 250.890: Edmund Zdrojewski
- Nr. 251.016: Karl Reschke
- Nr. 251.075: Hans Egon Engell
- Nr. 251.169: Florian Lorz
- Nr. 251.792: Hans Herbert Schweitzer
- Nr. 252.392: Karl Maria Demelhuber
- Nr. 252.660: Ferry von Berghes
- Nr. 253.014: Kurt Kramer
- Nr. 253.038: Werner Jansen
- Nr. 253.086: Johannes Rode
- Nr. 253.314: Otto Abetz
- Nr. 253.351: Felix Steiner
- Nr. 253.356: Richard Meyer
- Nr. 253.631: Adam Grünewald
- Nr. 253.680: Heinrich Remmert
- Nr. 254.033: Kurt Kettler
- Nr. 254.045: Hans Schmidt-Horix
- Nr. 254.097: Werner Haase
- Nr. 254.391: Wilhelm von Wedel
- Nr. 254.581: Hans Trummler
- Nr. 254.594: Johann Deininger
- Nr. 254.636: Willi Parchmann
- Nr. 254.649: Kurt Gutzeit
- Nr. 254.890: Fritz Sauckel
- Nr. 255.287: Richard Wiechert
- Nr. 255.909: Erich Rosig
- Nr. 255.916: Edwin Jung
- Nr. 256.616: Hermann Kügler
- Nr. 256.732: Karl Böhmichen
- Nr. 256.895: Karl-Hermann Hensiek
- Nr. 257.070: Bernhard Voß
- Nr. 257.091: Heinrich Georg Stahmer
- Nr. 257.146: Werner Ostendorff
- Nr. 257.276: Ludwig Baumgartner
- Nr. 257.328: Walter Sonntag
- Nr. 257.608: Walter Langhoff
- Nr. 257.628: Hans Peter Des Coudres
- Nr. 257.703: Rudolf aus den Ruthen
- Nr. 257.773: Otto Günsche
- Nr. 258.002: Herbert von Daniels
- Nr. 258.144: Gustav Ortmann
- Nr. 258.154: Paul Leitsmann
- Nr. 258.279: Werner Picot
- Nr. 258.670: Adolf Hergenröder
- Nr. 258.776: Herman Wirth
- Nr. 259.371: Karl Tempel
- Nr. 259.400: Herbert Treff
- Nr. 259.429: Alfred Schittenhelm
- Nr. 259.442: Friedrich Tiemann
- Nr. 259.554: Gustav Diesterweg
- Nr. 259.637: Kurt Schmidt-Klevenow
- Nr. 259.831: Fritz Buntrock
- Nr. 259.958: Heinrich Vogel
- Nr. 260.042: Wilhelm Küper
- Nr. 260.064: Walter Wohler
- Nr. 260.353: Karl Brandt
- Nr. 260.723: Anton Vogler
- Nr. 260.749: Hanns Deetjen
- Nr. 260.750: Fritz Schuberth
- Nr. 260.752: Wilhelm Saure
- Nr. 260.969: Georg Kiessel
- Nr. 260.971: Walter Albath
- Nr. 261.172: Georg Bennewitz
- Nr. 261.181: Harry Siegmund
- Nr. 261.192: Rudolf Tröger
- Nr. 261.293: Wilhelm Schroeder
- Nr. 261.326: Hans Dauser
- Nr. 261.405: Friedemann Goetze
- Nr. 261.406: Otto von Proeck
- Nr. 261.671: Friedrich Köberlein
- Nr. 261.909: Albert Roth
- Nr. 262.703: Johann Paul Kremer
- Nr. 262.958: Hanns Albin Rauter
- Nr. 262.960: Konstantin Kammerhofer
- Nr. 263.246: Alexander Schrader
- Nr. 263.268: Hermann Cummerow
- Nr. 263.293: Wilhelm Uhlig
- Nr. 263.406: August Meyszner
- Nr. 263.673: Egbert Schwarz
- Nr. 263.712: Bruno Beger
- Nr. 263.713: Helmut Reinke
- Nr. 264.024: Ernst Weitkamp
- Nr. 264.054: Hanskarl von Hasselbach
- Nr. 264.059: Richard Schulze-Kossens
- Nr. 264.124: Hans Schleif
- Nr. 264.225: Hans Nockemann
- Nr. 264.374: Sebastian Wimmer
- Nr. 264.413: Josef Bauer
- Nr. 264.497: Hans Jüttner
- Nr. 264.882: Norbert Demmel
- Nr. 265.163: Adolf Jess
- Nr. 265.884: Oswald Lehnich
- Nr. 265.894: Karl Gebhardt
- Nr. 265.902: Christian Weber
- Nr. 266.072: Gustav Binder
- Nr. 266.184: Walter Krüger
- Nr. 266.450: August Schmidhuber
- Nr. 266.455: Friedrich Tscharmann
- Nr. 266.464: Hubert Meyer
- Nr. 266.653: Kurt Knoblauch
- Nr. 266.883: Jakob Werlin
- Nr. 266.928: Michael Hesch
- Nr. 267.209: Paul Dittel
- Nr. 267.224: Walter Blume
- Nr. 267.225: Otto Schröder
- Nr. 267.229: Albert Holfelder
- Nr. 267.231: Heinrich Seetzen
- Nr. 267.235: Moritz von Schirmeister
- Nr. 267.238: Herbert Fischer
- Nr. 267.268: Robert Schefe
- Nr. 267.283: Günther Herrmann
- Nr. 267.300: Gerhard Flesch
- Nr. 267.311: Karl Richard Weintz
- Nr. 267.313: Erich Isselhorst
- Nr. 267.316: Oswald Poche
- Nr. 267.319: Willi Remer
- Nr. 267.323: Arnold Kreklow
- Nr. 267.324: Hans Pieper
- Nr. 267.350: Heinrich Bernhard
- Nr. 267.365: Kurt Asche
- Nr. 267.393: Rudolf Oebsger-Röder
- Nr. 267.573: Josef Kollmer
- Nr. 267.670: Otto Moll
- Nr. 267.729: Willy Lages
- Nr. 267.787: Franz von Bodmann
- Nr. 267.987: Herbert Schnelle
- Nr. 268.365: Wilhelm Staudinger
- Nr. 268.990: George Ebrecht
- Nr. 268.998: Friedrich Siebert
- Nr. 269.028: Wilhelm Hartenstein
- Nr. 269.706: Friedrich Berger
- Nr. 269.927: Ludwig Rehn
- Nr. 270.064: Hermann Löffler
- Nr. 270.485: Albert Lütkemeyer
- Nr. 270.571: Bernhard Kuiper
- Nr. 270.600: Johann Niemann
- Nr. 270.620: Ludwig Plagge
- Nr. 270.670: Walter Ernstberger
- Nr. 270.680: Manne Saathoff
- Nr. 271.857: Wolfgang Abel
- Nr. 271.961: Klaus Graf von Baudissin
- Nr. 272.205: Erwin Kroggel
- Nr. 272.227: Gerhard Klopfer
- Nr. 272.245: Wilhelm Altenloh
- Nr. 272.246: Rudolf Bergmann
- Nr. 272.255: Heinrich Fehlis
- Nr. 272.257: Rudolf Levin
- Nr. 272.275: Hans Fridrich
- Nr. 272.284: Klaus Barbie
- Nr. 272.286: Alfred Hasselberg
- Nr. 272.288: Rudolf Schröder
- Nr. 272.289: Otto Hellwig
- Nr. 272.329: Friedrich Murawski
- Nr. 272.347: Wilhelm Bonatz
- Nr. 272.350: Kurt Lindow
- Nr. 272.353: Franz Abromeit
- Nr. 272.371: Alwin Wipper
- Nr. 272.375: Willi Seibert
- Nr. 272.399: Heinz Hummitzsch
- Nr. 272.403: Helmut Bischoff
- Nr. 272.408: Harry Werner Storz
- Nr. 272.458: Rudolf Batz
- Nr. 272.466: Rudolf Kummer
- Nr. 272.474: Willy Prautzsch
- Nr. 272.488: Oswald Schäfer
- Nr. 272.495: Martin Sandberger
- Nr. 272.499: Heinrich Malz
- Nr. 272.510: Johannes Rentsch
- Nr. 272.523: Friedrich Class
- Nr. 272.541: Konrad Radunski
- Nr. 272.563: Hans Duffner
- Nr. 272.564: Fritz Braune
- Nr. 272.573: Walter Haensch
- Nr. 272.575: Eugen Steimle
- Nr. 272.578: Franz Sommer
- Nr. 272.582: Hans-Joachim Tesmer
- Nr. 272.593: Friedrich Engel
- Nr. 272.595: Herbert Gerigk
- Nr. 272.602: Erich Hahnenbruch
- Nr. 272.603: Matthias Graf
- Nr. 272.617: Artur Albrecht
- Nr. 272.639: Paul Mylius
- Nr. 272.669: Fritz Kubach
- Nr. 272.692: Ernst Biberstein
- Nr. 272.972: Ernst Turowski
- Nr. 273.083: Wilhelm Pfannenstiel
- Nr. 273.203: Kurt Eggers
- Nr. 273.744: Max Kiefer
- Nr. 273.759: Karl Theodor Weigel
- Nr. 273.799: Georg Keppler
- Nr. 274.104: Wilhelm Reinhard
- Nr. 274.111: Albert Brummenbaum
- Nr. 274.114: Gerhard Bohne
- Nr. 274.121: Günther Franz
- Nr. 274.576: Hanns Johst
- Nr. 274.746: Alexander Berg
- Nr. 274.757: Eugen von Quadt zu Wykradt und Isny
- Nr. 274.758: Karl Engert
- Nr. 274.979: Otto Heider
- Nr. 275.325: Wolfram Sievers
- Nr. 275.439: Wilhelm Canenbley
- Nr. 275.451: Hans Wolkersdörfer
- Nr. 275.503: Leopold Spann
- Nr. 275.719: Kurt Ellersiek
- Nr. 275.741: Rudolf Mildner
- Nr. 275.750: Humbert Achamer-Pifrader
- Nr. 275.979: Fritz Engler-Füßlin
- Nr. 275.990: Wilhelm Kinkelin
- Nr. 275.991: Gottlob Berger
- Nr. 276.063: Max von Behr
- Nr. 276.066: Bruno Goedicke
- Nr. 276.125: Anton Streitwieser
- Nr. 276.160: Otto Lehmann
- Nr. 276.162: Viktor Böttcher
- Nr. 276.171: Max de Crinis
- Nr. 276.178: Klaus Mahnert
- Nr. 276.207: Otto Jaeschke
- Nr. 276.208: Otto Rahn
- Nr. 276.213: Peter Martin
- Nr. 276.269: Hanns Sander
- Nr. 276.287: Karl Otto von Salisch
- Nr. 276.289: Martin Möbius
- Nr. 276.293: Hans Bonnet
- Nr. 276.294: Hans Haltermann
- Nr. 276.295: Paul Müller
- Nr. 276.298: Gustav Nutzhorn
- Nr. 276.308: Hans Jaskulsky
- Nr. 276.321: Hinrich Abel
- Nr. 276.329: Hans Merkel
- Nr. 276.330: Walter von Wiese und Kaiserswaldau
- Nr. 276.331: Diedrich Hobbie
- Nr. 276.338: Karl Hoefer
- Nr. 276.344: Theodor Krätzer
- Nr. 276.523: Carl Blumenreuter
- Nr. 276.528: Wilhelm Rümann
- Nr. 276.576: Herbert Lemmel
- Nr. 276.580: Martin Wendt
- Nr. 276.581: Walther Seidler
- Nr. 276.582: Karl Seemann
- Nr. 276.585: Karl Patry
- Nr. 276.586: Johann von Leers
- Nr. 276.589: Wilhelm Habbes
- Nr. 276.590: Heinrich Göckenjan
- Nr. 276.592: Kuno von Eltz-Rübenach
- Nr. 276.594: Otto Dreyer
- Nr. 276.600: Friedrich Schmidt
- Nr. 276.650: Otto Calliebe
- Nr. 276.656: Werner Heyde
- Nr. 276.657: Werner Zschintzsch
- Nr. 276.658: Otto Ullmann
- Nr. 276.690: Rudolf Jung
- Nr. 276.691: Franz Joseph von Hohenzollern-Emden
- Nr. 276.694: Otto Naumann
- Nr. 276.738: Walter Greite
- Nr. 276.743: Emil Schmitt
- Nr. 276.744: Kurt Prietzel
- Nr. 276.746: Hans Moser
- Nr. 276.751: Theodor Vahlen
- Nr. 276.754: Bruno Rothardt
- Nr. 276.798: Bernhard Pein
- Nr. 276.802: Georg Birnbaum
- Nr. 276.821: Willi Moos
- Nr. 276.822: Oskar Hock
- Nr. 276.825: Oskar Schwerk
- Nr. 276.826: Wolfgang Diewerge
- Nr. 276.831: Walter Schultze
- Nr. 276.832: Friedrich Berner
- Nr. 276.846: Eberhard von Thadden
- Nr. 276.847: Horst Wagner
- Nr. 276.855: Hanns Löhr
- Nr. 276.856: Paul Zimmermann
- Nr. 276.876: Heinrich Ilbertz
- Nr. 276.877: Eduard Weiter
- Nr. 276.899: Hans Kehrl
- Nr. 276.902: Hans Schlenck
- Nr. 276.903: Ewald Hecker
- Nr. 276.904: Kurt Freiherr von Schröder
- Nr. 276.907: Heinrich von Maur
- Nr. 276.909: Karl Maria Hettlage
- Nr. 276.915: Ernst Wilhelm Bohle
- Nr. 276.916: Ernst Gerhard Dresel
- Nr. 276.962: Gustav Wagner
- Nr. 276.969: Siegfried Liebau
- Nr. 276.970: Rudolf Frercks
- Nr. 276.980: Ernst von Radowitz
- Nr. 276.982: Fritz Meyer
- Nr. 276.998: Franz Ziereis
- Nr. 277.020: Erwin Wegner
- Nr. 277.080: Josef Vogt
- Nr. 277.082: Edwin Erich Dwinger
- Nr. 277.083: Hans-Viktor von Salviati
- Nr. 277.085: Otto Soeldner
- Nr. 277.130: Martin Matthiessen
- Nr. 277.249: Albert Wipper
- Nr. 277.284: Franz Mueller-Darß
- Nr. 277.285: Fritz Ebenböck
- Nr. 277.286: Ulrich Scherping
- Nr. 277.322: Edgar von Spiegel von und zu Peckelsheim
- Nr. 277.325: Willi Köhn
- Nr. 277.326: Leo von Jena
- Nr. 277.331: Rudolf Tesmann
- Nr. 277.382: Albert Schüle
- Nr. 277.482: Erich Spickschen
- Nr. 277.529: Werner Georg Haverbeck
- Nr. 277.681: Theodor Kärner
- Nr. 277.988: Claus Selzner
- Nr. 278.038: Kurt-Peter Müller
- Nr. 278.160: Hans Weinreich
- Nr. 278.170: Karl von Gregory
- Nr. 278.225: Albert Hoffmann
- Nr. 278.226: Ludwig Wemmer
- Nr. 278.227: Walther Sommer
- Nr. 278.228: Heinrich Heim
- Nr. 278.229: Helmuth Friedrichs
- Nr. 278.230: Johannes Müller
- Nr. 278.247: Hans Julius Kehrl
- Nr. 278.257: Curt Lahr
- Nr. 278.271: Hans Robert Scultetus
- Nr. 278.272: Joseph Otto Plassmann
- Nr. 278.276: Heinz Harmel
- Nr. 278.321: Richard Herrmann
- Nr. 278.430: Heinz Baumkötter
- Nr. 278.781: Ernst Sachs
- Nr. 278.782: Walter Ruppin
- Nr. 278.875: Wilhelm Zoepf
- Nr. 278.951: Walther Wüst
- Nr. 278.953: Lothar Debes
- Nr. 279.015: Wilhelm Petersen
- Nr. 279.016: Hubert Berkenkamp
- Nr. 279.124: Josef W. Keller-Kühne
- Nr. 279.314: Christian Opdenhoff
- Nr. 279.316: Alfred Todt
- Nr. 279.370: Karl Scharizer
- Nr. 279.438: Werner Gerlach
- Nr. 279.462: Max Knecht
- Nr. 279.458: Johannes Baier
- Nr. 279.504: Heinrich Meier
- Nr. 279.514: Otto Weber
- Nr. 279.572: Erich Wagner
- Nr. 279.722: Max Reinhard
- Nr. 279.973: Lothar Fritsch
- Nr. 279.975: Albert von Beckh
- Nr. 279.977: Albert Fett
- Nr. 279.992: Gerhard Heberer
- Nr. 280.018: Emanuel Schäfer
- Nr. 280.034: Fritz Dietrich
- Nr. 280.042: Wilhelm Stuckart
- Nr. 280.046: Hans Wilhelm Blomberg
- Nr. 280.049: Heinz Richter
- Nr. 280.071: Otto Bovensiepen
- Nr. 280.077: Johannes Thiele
- Nr. 280.121: Fritz Liphardt
- Nr. 280.142: Alfred Krumbach
- Nr. 280.146: Karl-Heinz Bendt
- Nr. 280.150: Emil Schumburg
- Nr. 280.152: Arthur Nebe
- Nr. 280.155: Walter Hammer
- Nr. 280.163: Erwin Ding-Schuler
- Nr. 280.169: Ferdinand Thürmer
- Nr. 280.187: Theodor Gröver
- Nr. 280.190: Max Bauer
- Nr. 280.196: Erwin Weinmann
- Nr. 280.231: Kurt Geißler
- Nr. 280.238: Fritz Wöhrn
- Nr. 280.247: Ernst Gerke
- Nr. 280.262: Constantin Canaris
- Nr. 280.275: Heinz Rennau
- Nr. 280.297: Reinhold Heller
- Nr. 280.307: Emil Haussmann
- Nr. 280.311: Herbert Bramfeldt
- Nr. 280.336: Alfred Schimmel
- Nr. 280.341: Albert Rapp
- Nr. 280.350: Helmut Knochen
- Nr. 280.377: Albert Prinzing
- Nr. 280.387: Heinrich Seibert
- Nr. 280.402: Friedrich Busch
- Nr. 280.440: Alexander Landgraf
- Nr. 280.456: Martin Weis
- Nr. 280.487: Hanns Legath
- Nr. 280.558: Martin Roth
- Nr. 280.580: Ulrich Stille
- Nr. 280.674: Heinrich Siekmeier
- Nr. 280.689: Hans Perschon
- Nr. 280.904: Martin Groß
- Nr. 281.037: Felix Landau
- Nr. 281.123: Fritz Walter
- Nr. 281.204: Werner Paulmann
- Nr. 281.620: Franz Stärfl
- Nr. 281.678: Ernst Fromm
- Nr. 281.771: Hans-Friedemann Goetze
- Nr. 281.906: Franz Schreiber
- Nr. 282.029: Hermann Blume
- Nr. 282.066: Kurt Hintze
- Nr. 282.122: Hans Röhwer
- Nr. 282.277: Max Sollmann
- Nr. 283.027: Franz Pfnür
- Nr. 283.028: Wilhelm von Dufais
- Nr. 283.030: Heinrich Strang
- Nr. 283.119: Peter Paulsen
- Nr. 283.131: Theodor Fritsch
- Nr. 283.486: Werner Rohde
- Nr. 283.985: Walter Hewel
- Nr. 284.121: Ernst Heinrich Brill
- Nr. 284.122: Fritz Hippler
- Nr. 284.123: Friedrich Scharf
- Nr. 284.124: Hans Rüdiger
- Nr. 284.309: Heinrich Peper
- Nr. 284.483: Ernst Girzick
- Nr. 284.487: Josef Oberkofler
- Nr. 284.491: Gottfried Meir
- Nr. 284.645: Heinrich Eufinger
- Nr. 284.655: Bernd Gottfriedsen
- Nr. 284.656: Otto Ringleb
- Nr. 284.787: Helmut Kunz
- Nr. 286.283: Julius Wohlauf
- Nr. 286.288: Heinz Felfe
- Nr. 287.295: Helmut Roscher
- Nr. 287.347: Heinrich Emde
- Nr. 287.680: Konstantin von Neurath
- Nr. 288.121: Josef Oberhauser
- Nr. 288.240: Karl Wienert
- Nr. 288.517: Ludwig von Schröder
- Nr. 288.522: Kurt-Walter Hanssen
- Nr. 288.638: Franz Claassen
- Nr. 288.688: Johannes Weidemann
- Nr. 289.210: Andreas Bolek
- Nr. 289.212: Gerhard Mischke
- Nr. 289.213: Gustav Schlotterer
- Nr. 289.217: Adolf von Oeynhausen
- Nr. 289.225: Erich Hilgenfeldt
- Nr. 289.230: Josef Bürckel
- Nr. 289.238: Karl-Werner Maaßen
- Nr. 289.239: Hans Georg von Mackensen
- Nr. 289.254: Josef Altstötter
- Nr. 289.259: Eugen Dollmann
- Nr. 289.261: Erwin Ettel
- Nr. 289.455: Max Meyr
- Nr. 289.633: Hugo Kraas
- Nr. 289.643: Willy Frank
- Nr. 289.678: Gustav Riek
- Nr. 289.683: Heinz Cohrs
- Nr. 289.685: Walther Jungnickel
- Nr. 289.763: Hans Arnhold
- Nr. 289.832: Heinrich Rindfleisch
- Nr. 290.002: Helmut Tanzmann
- Nr. 290.009: Max Haertel
- Nr. 290.011: Max Häusserer
- Nr. 290.013: Bruno Sattler
- Nr. 290.017: Gerhard Littschwager
- Nr. 290.023: Fritz Schmidt
- Nr. 290.038: Kurt Neifeind
- Nr. 290.057: Eugen Mattiat
- Nr. 290.114: Karl Zindel
- Nr. 290.120: Fritz Gazzera
- Nr. 290.125: Wilhelm Marotzke
- Nr. 290.129: Hans Günther
- Nr. 290.130: Rolf Günther
- Nr. 290.148: Max Drexel
- Nr. 290.159: Reinhold Bäßler
- Nr. 290.166: Siegfried Fehmer
- Nr. 290.171: Willy Litzenberg
- Nr. 290.176: Kurt Amend
- Nr. 290.186: Hans Helmut Wolff
- Nr. 290.193: Robert Wetzel
- Nr. 290.213: Gustav Adolf Nosske
- Nr. 290.222: Horst Freytag
- Nr. 290.263: Franz Metzner
- Nr. 290.299: Walter Liska
- Nr. 290.303: Hermann Hubig
- Nr. 290.305: Erich Priebke
- Nr. 290.308: Rudolf Lange
- Nr. 290.318: Gottfried Klingemann
- Nr. 290.334: Konrad Miersch
- Nr. 290.373: Heinz Ehaus
- Nr. 290.376: Karl Schulz
- Nr. 290.389: Paul Werner
- Nr. 290.444: Hermann Greife
- Nr. 290.449: Erwin Brandt
- Nr. 290.459: Kurt Pomme
- Nr. 290.460: Friedrich Pradel
- Nr. 290.461: Willy Suchanek
- Nr. 290.488: Rudolf Schmäling
- Nr. 290.537: Joseph Franz Knöpfler
- Nr. 290.554: Karl Traut
- Nr. 290.567: Günther Venediger
- Nr. 290.592: Ernst Rassow
- Nr. 290.593: Hans Maly
- Nr. 290.678: Werner Schönemann
- Nr. 290.679: Fritz Barnekow
- Nr. 290.695: Friedrich Riese
- Nr. 290.704: Hans Heinrich Joost
- Nr. 290.747: Arthur Jetzlaff
- Nr. 290.763: Emil Berndorff
- Nr. 290.781: Wolfgang Wolfram von Wolmar
- Nr. 290.797: Walther Schröder
- Nr. 290.803: Wilhelm Scharpwinkel
- Nr. 290.890: Günther Joël
- Nr. 290.907: Hans Henschke
- Nr. 290.936: Heinrich Müller
- Nr. 290.942: Franz Königshaus
- Nr. 290.947: Walther Rauff
- Nr. 290.961: Friedrich Buchardt
- Nr. 290.968: Friedrich Wilhelm Theilengerdes
- Nr. 290.982: Josef Ochs
- Nr. 290.984: Lothar Hoffmann
- Nr. 290.989: Erich Engels
- Nr. 291.004: Otto Schultz-Brauns
- Nr. 291.054: Hans Georg Bilgeri
- Nr. 291.154: Carl-Siegfried von Georg
- Nr. 291.174: Rudolf Stahlecker
- Nr. 291.181: Martin Kohler
- Nr. 291.207: Walther Oberhaidacher
- Nr. 291.372: Franz Heger
- Nr. 291.617: Paul Ricken
- Nr. 291.721: Hubert Lauer
- Nr. 292.039: Gustav Adolph von Halem
- Nr. 292.080: Wolfram Rombach
- Nr. 292.538: Hans Buwert
- Nr. 292.711: Adolf von Bomhard
- Nr. 292.712: Arthur Mülverstedt
- Nr. 292.713: Karl Pfeffer-Wildenbruch
- Nr. 292.714: Jürgen von Kamptz
- Nr. 292.771: Arthur Seyß-Inquart
- Nr. 292.772: Hubert Klausner
- Nr. 292.773: Otto Steinhäusl
- Nr. 292.774: Friedrich Rainer
- Nr. 292.775: Anton Reinthaller
- Nr. 292.776: Odilo Globocnik
- Nr. 292.777: Hugo Jury
- Nr. 292.778: August Eigruber
- Nr. 292.783: Armin Dadieu
- Nr. 292.790: Hanns Blaschke
- Nr. 292.791: Helmut Breymann
- Nr. 292.792: Ferdinand von Sammern-Frankenegg
- Nr. 292.793: Edmund Christoph
- Nr. 292.795: Franz Langoth
- Nr. 292.798: Anton Wintersteiger
- Nr. 292.801: Wladimir von Pawlowski
- Nr. 292.802: Hans Krebs
- Nr. 292.804: Cassius Freiherr von Montigny
- Nr. 293.003: Karl Gerland
- Nr. 293.071: Gustav Handge
- Nr. 293.072: Julius Kaspar
- Nr. 293.074: Hans Weidemann
- Nr. 293.079: Ludwig von Preuschen
- Nr. 293.197: Kurt Klipp
- Nr. 293.223: Erich Kordt
- Nr. 293.224: Alexander von Dörnberg
- Nr. 293.226: Johannes Hertel
- Nr. 293.227: Harald Leithe-Jasper
- Nr. 293.291: Ernst Freiherr von Weizsäcker
- Nr. 293.540: Ernst Woermann
- Nr. 293.718: Victor von Podbielski
- Nr. 293.724: Felix Rinner
- Nr. 293.726: Walter Rafelsberger
- Nr. 293.735: Hans Krüger
- Nr. 293.737: Hermann Bartels
- Nr. 293.744: Franz Riedweg
- Nr. 293.750: Wilhelm Baur
- Nr. 293.845: Wilhelm Welter
- Nr. 293.937: Horst Fischer
- Nr. 294.055: Heinrich Tunnat
- Nr. 294.443: Rudi Gering
- Nr. 294.587: Karl Küpfmüller
- Nr. 294.689: Herbert Jankuhn
- Nr. 294.835: Erwin Deyhle
- Nr. 295.065: Jakob Strickner
- Nr. 295.135: Walter Dejaco
- Nr. 295.474: Karl Springenschmid
- Nr. 295.551: Anton Josef Schatz
- Nr. 295.858: Fridolin Puhr
- Nr. 295.979: Otto Skorzeny
- Nr. 296.478: Walter Krauland
- Nr. 296.534: Karl Rahm
- Nr. 296.569: Franz Stangl
- Nr. 296.670: Karl Babor
- Nr. 297.163: Alois Höllriegl
- Nr. 297.469: Hans Lepuschütz
- Nr. 297.660: Johann Öllinger
- Nr. 297.864: Eduard Roschmann
- Nr. 298.149: Edgar Stiller
- Nr. 298.370: Erich Wasicky
- Nr. 298.531: Richard Bayer
- Nr. 299.595: Gustav Koczor
- Nr. 299.849: Josef Janisch

### Nummernkreis 300.000–399.999
- Nr. 300.011: Hans Battista
- Nr. 300.797: Friedrich Ruttner
- Nr. 301.007: Sigbert Ramsauer
- Nr. 301.304: Hans Schrenk
- Nr. 301.760: Helmut Glaser
- Nr. 302.171: Gregor Hradetzky
- Nr. 302.462: Alfred Proksch
- Nr. 302.994: Karl Ebner
- Nr. 303.067: Gerhart Harrer
- Nr. 304.032: Karl Ahorner
- Nr. 304.193: Hans Bertha
- Nr. 304.311: Alois Maier-Kaibitsch
- Nr. 304.402: Josef Papesch
- Nr. 304.524: Günther Weyrich
- Nr. 305.116: Guido Reimer
- Nr. 305.721: Rudolf Beckmann
- Nr. 306.477: Karl Wotke
- Nr. 306.629: Hans Schumacher
- Nr. 306.631: Heinrich Baab
- Nr. 307.399: Hans Fleischhacker
- Nr. 307.426: Ernst Ehlers
- Nr. 307.428: Erich Frohwann
- Nr. 307.435: Friedrich Boßhammer
- Nr. 307.451: Rudolf Till
- Nr. 307.456: Andreas List
- Nr. 307.469: Hermann Höfle
- Nr. 307.477: Gerhard Lausegger
- Nr. 307.768: Gilbert Trathnigg
- Nr. 307.770: Albert Reitter
- Nr. 307.772: Josef Prokop
- Nr. 307.786: Karl Jakob Heinrich Brenner
- Nr. 307.789: Paul Worm
- Nr. 307.888: Kurt Hancke
- Nr. 307.916: Heinz Pannwitz
- Nr. 307.925: Emil Augsburg
- Nr. 307.930: Julius Gehrum
- Nr. 307.942: Willi Wolter
- Nr. 308.005: Günter Kuhl
- Nr. 308.101: Karl Draeger
- Nr. 308.167: Erich Sanders
- Nr. 308.171: Franz Göring
- Nr. 308.173: Ernst Weinmann
- Nr. 308.193: Heinrich Eweler
- Nr. 308.196: Josef Uhlmann
- Nr. 308.200: Kurt Knoll
- Nr. 308.204: Josef Wolkerstorfer
- Nr. 308.208: Georg Meindl
- Nr. 308.210: Alois Schintlholzer
- Nr. 308.218: Friedrich Plattner
- Nr. 308.219: Josef Plakolm
- Nr. 308.221: Friedrich Wimmer
- Nr. 308.238: Otto Winkelmann
- Nr. 308.240: Rudolf Querner
- Nr. 308.241: Rudolf Brinkmann
- Nr. 308.247: Anton Rolleder
- Nr. 308.248: Rudolf Lonauer
- Nr. 308.263: Paul Carell
- Nr. 308.485: Alfons Gross
- Nr. 309.071: Heinrich Lohl
- Nr. 309.078: Heinrich Doehle
- Nr. 309.080: Franz Kerber
- Nr. 309.081: Karl Egon V. zu Fürstenberg
- Nr. 309.084: Egon Denz
- Nr. 309.088: Walther Birkmayer
- Nr. 309.099: Oskar Hinterleitner
- Nr. 309.453: Hans Peter Klinke
- Nr. 309.456: Willi Mai
- Nr. 309.485: Leopold Sturma
- Nr. 309.488: Paul Waibel
- Nr. 309.489: Theodor von der Wense
- Nr. 309.499: Hans Eisenkolb
- Nr. 309.501: Paul Budin
- Nr. 309.503: Oskar Lossen
- Nr. 309.506: Oskar Begusch
- Nr. 309.510: Wilhelm Höttl
- Nr. 309.547: Karl Hermann Spitzy
- Nr. 309.600: Herbert Andorfer
- Nr. 309.651: Helmut Wobisch
- Nr. 309.697: Alois Persterer
- Nr. 309.700: Ernst Lerch
- Nr. 309.713: Hilmar Moser
- Nr. 309.714: Werner Ranz
- Nr. 309.719: Georg Kniestädt
- Nr. 309.720: Ernst Hitzegrad
- Nr. 309.731: Paul Illing
- Nr. 309.733: Heinrich Gareis
- Nr. 309.791: Kajetan Mühlmann
- Nr. 309.792: Hans Diesenreiter
- Nr. 309.794: Kurt Groß
- Nr. 309.831: Wilhelm Sievers
- Nr. 309.894: Adolf Diekmann
- Nr. 309.930: Heinrich Detmers
- Nr. 310.001: Paul Heigl
- Nr. 310.062: Giselher Wirsing
- Nr. 310.076: Wolfgang Reinholz
- Nr. 310.125: Kurt Riedel
- Nr. 310.144: Werner Fröhling
- Nr. 310.165: Alfred Pönisch
- Nr. 310.172: Walther Bierkamp
- Nr. 310.177: Norbert Gürke
- Nr. 310.180: Otto Bradfisch
- Nr. 310.191: Georg Fleischmann
- Nr. 310.192: Walter Hess
- Nr. 310.196: Ingo Eichmann
- Nr. 310.198: Martin Brustmann
- Nr. 310.206: Herbert Kröger
- Nr. 310.211: Josef Losert
- Nr. 310.214: Kurt Zillmann
- Nr. 310.299: Hervarth Frass von Friedenfeldt
- Nr. 310.301: Anton Kless Edler von Drauwörth
- Nr. 310.306: Carl von Oberkamp
- Nr. 310.307: Konrad Henlein
- Nr. 310.310: Willi Brandner
- Nr. 310.314: Wilhelm Witteler
- Nr. 310.319: Franz Richter
- Nr. 310.323: Wilfried Krallert
- Nr. 310.340: Fritz Hintermayer
- Nr. 310.351: Eduard Brücklmeier
- Nr. 310.352: Wilhelm Gieseler
- Nr. 310.369: Hermann Senkowsky
- Nr. 310.370: Egon Höller
- Nr. 310.371: Rudolf Pavlu
- Nr. 310.376: Gustav Meissner
- Nr. 310.379: Toni Winkelnkemper
- Nr. 310.389: Theodor Croneiß
- Nr. 310.399: Georg Poxleitner
- Nr. 310.400: Franz Peterseil
- Nr. 310.401: Karl Feitenhansl
- Nr. 310.405: Gerhard Bremer
- Nr. 310.441: Hermann Krumey
- Nr. 310.450: Adolf Kellner
- Nr. 310.466: Karl Hermann Frank
- Nr. 310.468: Rudolf Wenzel
- Nr. 310.475: Werner Bracht
- Nr. 310.477: Herbert Becker
- Nr. 310.479: Helmut Pfeiffer
- Nr. 310.489: Franz Theissenberger
- Nr. 310.494: Max Hölzel
- Nr. 310.496: Heinrich Lankenau
- Nr. 310.578: Wilhelm Frerichs
- Nr. 311.594: Eduard Wirths
- Nr. 311.623: Michael Wittmann
- Nr. 312.267: Heinrich Schütz
- Nr. 312.300: Rudolf Gramlich
- Nr. 312.308: Karl Storch
- Nr. 312.626: Heinrich Erlen
- Nr. 312.719: Felix Gaerte
- Nr. 312.750: Friedrich Flörke
- Nr. 313.070: Hans Delmotte
- Nr. 313.698: Bruno Hinz
- Nr. 313.904: Philipp Schneider
- Nr. 313.909: Alfred Buntru
- Nr. 313.910: Paul Otto Geibel
- Nr. 313.915: Willy Papenkort
- Nr. 313.949: Georg Asmus
- Nr. 313.986: Hans Fliege
- Nr. 313.989: Erich von Luckwald
- Nr. 313.995: Edmund Kiss
- Nr. 313.996: Anton Kreißl
- Nr. 313.997: Rudolf Kasper
- Nr. 313.999: Johannes Post
- Nr. 314.000: Kurt Willvonseder
- Nr. 314.055: Edwin Sakuth
- Nr. 314.152: Felix Bornemann
- Nr. 314.153: Alfred Kottek
- Nr. 314.169: Walter Bertsch
- Nr. 314.170: Gerret Korsemann
- Nr. 314.173: Paul Tremel
- Nr. 314.180: Fritz Grau
- Nr. 314.183: Gustav Wegner
- Nr. 314.184: Ernst Leopold Prinz zur Lippe
- Nr. 314.233: Wilhelm Nonnenbruch
- Nr. 314.267: Joachim Hamann
- Nr. 314.655: Josef Blösche
- Nr. 314.754: Helmut Mehringer
- Nr. 314.755: Herbert Strickner
- Nr. 314.902: Karl Josef Gross
- Nr. 314.913: Georg Wollner
- Nr. 314.928: Friedrich von Uslar-Gleichen
- Nr. 314.948: Horst Hoffmeyer
- Nr. 314.949: Helmut von Hummel
- Nr. 314.952: Werner von Haacke
- Nr. 314.954: Herbert David
- Nr. 314.957: Oskar Knofe
- Nr. 314.971: Bruno Ditter von Dittersdorff
- Nr. 314.972: Rudolf Dietl
- Nr. 314.974: Friedrich Zippelius
- Nr. 314.975: Franz Nitsch
- Nr. 314.978: Gustav Adolf Oberlik
- Nr. 314.983: Rudolf Raschka
- Nr. 314.984: Kurt Oberdorffer
- Nr. 314.988: Leo Schubert
- Nr. 314.993: Richard Rusy
- Nr. 314.994: Joachim Reuscher
- Nr. 314.995: Georg Bellmann
- Nr. 314.997: Rudolf Harmening
- Nr. 316.855: Peter Engel
- Nr. 316.917: Heinz Grabowski
- Nr. 317.885: Josef Mengele
- Nr. 318.991: Josef Niedermayer
- Nr. 319.289: Fritz Specht
- Nr. 319.906: Kurt Franz
- Nr. 320.114: Hermann Sturm
- Nr. 320.239: Sepp Waller
- Nr. 320.280: Heinrich Wicker
- Nr. 320.701: August Meine
- Nr. 321.758: Gustav Münzberger
- Nr. 322.118: Friedrich Panzinger
- Nr. 322.156: Friedrich Ackermann
- Nr. 323.014: Ernst Schollich
- Nr. 323.032: Hermann Althaus
- Nr. 323.034: Reinhold von Saucken
- Nr. 323.035: Ernst Neumann
- Nr. 323.036: Herbert Böttcher
- Nr. 323.043: Carltheo Zeitschel
- Nr. 323.044: Konrad Hornung
- Nr. 323.045: Kurt Eberhard
- Nr. 323.046: Karl von Kurz
- Nr. 323.711: Johannes Thümmler
- Nr. 323.757: Friedrich Wilhelm Hirz
- Nr. 323.759: Paul Eckhardt
- Nr. 323.764: Henrich Hansen
- Nr. 323.766: Johannes Schroers
- Nr. 323.769: Bernhard Brockamp
- Nr. 323.770: Karl Krejci-Graf
- Nr. 323.773: Erich Gebert
- Nr. 323.779: Richard Seefelder
- Nr. 323.782: Karl Cerff
- Nr. 323.791: Maximilian Peters
- Nr. 323.792: Karl von Fischer-Treuenfeld
- Nr. 323.796: Eduard Paul Tratz
- Nr. 323.869: Georg Jedicke
- Nr. 323.870: Paul Will
- Nr. 323.872: Paul Riege
- Nr. 323.877: Karl Hoffmann
- Nr. 323.879: Karl Rasche
- Nr. 324.367: Ernst-Günther Krätschmer
- Nr. 324.601: Karl-Josef Fischer
- Nr. 324.716: Rudolf Heinz Fischer
- Nr. 324.832: Helmut Prasch
- Nr. 324.855: Walter Schmid-Sachsenstamm
- Nr. 324.971: Theodor Paeffgen
- Nr. 324.972: Erich Hengelhaupt
- Nr. 326.245: Franz A. Doubek
- Nr. 326.403: Kurt Knöbel
- Nr. 326.868: Walter Minarz
- Nr. 327.258: Rudolf Thomsen
- Nr. 327.259: Rolf Holle
- Nr. 327.310: Gottlob Dill
- Nr. 327.324: Nikolaus Heilmann
- Nr. 327.336: Hans-Eugen Sommer
- Nr. 327.343: Heinrich Hannibal
- Nr. 327.349: Michael Redwitz
- Nr. 327.350: Friedrich Hartjenstein
- Nr. 327.367: Otto Schumann
- Nr. 327.376: Ernst Korn
- Nr. 327.413: Walter von Soosten
- Nr. 327.417: Curt Pohlmeyer
- Nr. 327.419: Georg Schreyer
- Nr. 327.474: Albrecht Schmidt
- Nr. 327.485: Constantin Bock von Wülfingen
- Nr. 327.493: Otto von Oelhafen
- Nr. 327.556: Rudolf Brachtel
- Nr. 327.630: Anton Baumgartl
- Nr. 328.012: Otto Heidl
- Nr. 328.495: Leopold Reinelt
- Nr. 329.646: Eduard Klug
- Nr. 331.007: Karl Thiemann
- Nr. 332.024: Paul Opitz
- Nr. 332.029: Otto Feuerborn
- Nr. 332.151: Ernst Roedelius
- Nr. 333.427: Werner Scheu
- Nr. 333.717: Friedrich Mayer
- Nr. 335.627: Rudolf Bilfinger
- Nr. 335.651: Hanns Streit
- Nr. 336.121: Siegbert Schneider
- Nr. 337.259: Paul Dickopf
- Nr. 337.262: Kurt Griese
- Nr. 337.377: Josef Kripsch
- Nr. 337.403: Johannes Hermann Müller
- Nr. 337.622: Hans W. Sachs
- Nr. 337.658: Gustav Halswick
- Nr. 337.662: Gerhard Freitag
- Nr. 337.729: Erik von Heimburg
- Nr. 337.746: Emil Höring
- Nr. 337.753: Walter Schimana
- Nr. 337.756: Willi Markus
- Nr. 337.769: Richard Fiedler
- Nr. 337.770: Karl Retzlaff
- Nr. 337.771: Paul Scheer
- Nr. 337.797: Gustav Jonak
- Nr. 337.798: Franz Vogelsang
- Nr. 337.808: Anton Hausmann
- Nr. 337.817: Josef Vogt
- Nr. 337.820: Otto Klinger
- Nr. 338.456: Raimund Siegl
- Nr. 339.925: Heinrich Mandel
- Nr. 340.076: Hermann Richter
- Nr. 340.578: Friedrich Kranebitter
- Nr. 340.701: Karl Kowarik
- Nr. 340.743: Erwin Aichinger
- Nr. 340.772: Ernst Tesseraux
- Nr. 340.774: Benno Adolph
- Nr. 340.776: Eggert Reeder
- Nr. 340.782: Hans Brand
- Nr. 340.785: Karl Selig
- Nr. 340.792: Albrecht Schmelt
- Nr. 342.009: Walter Zirpins
- Nr. 342.170: Franz Straub
- Nr. 342.767: Alois Brunner
- Nr. 342.783: Anton Burger
- Nr. 342.799: Walter Heeß
- Nr. 342.812: Josef Auinger
- Nr. 344.401: Ludwig Kofler
- Nr. 344.406: Isidor Alfred Amreich
- Nr. 344.688: Karl-Heinz Müller
- Nr. 344.830: Josef Leipold
- Nr. 344.984: Franz Novak
- Nr. 345.464: Christian Wirth
- Nr. 346.167: Ferry Porsche
- Nr. 346.555: Oswald Heyduck
- Nr. 346.964: Waldemar Krause
- Nr. 347.050: Rudolf Siegert
- Nr. 347.101: Helmut Stellrecht
- Nr. 347.116: Walter Schuhmann
- Nr. 347.118: Sepp Hainzl
- Nr. 347.121: Otto Adam
- Nr. 347.133: Günther Merk
- Nr. 347.145: Harry von Craushaar
- Nr. 347.149: Gustav Adolf Sonnenhol
- Nr. 347.155: Bodo Lafferentz
- Nr. 347.158: Otto Bene
- Nr. 347.184: Waldemar Kraft
- Nr. 347.190: Adolf Hezinger
- Nr. 348.775: Heinrich Simon
- Nr. 349.735: Hermann Hammerle
- Nr. 350.030: Franz Lucas
- Nr. 351.096: Josef Menke
- Nr. 351.097: Carl Wolpers
- Nr. 351.245: Wilhelm Hesse
- Nr. 351.248: Ludwig Wolff
- Nr. 351.253: Franz Czermak
- Nr. 351.254: Waldemar von Radetzky
- Nr. 351.270: Quirin Jansen
- Nr. 351.330: Léon Daeschner
- Nr. 351.335: Karl Mündnich
- Nr. 351.373: Karl Lapper
- Nr. 351.375: Otto Müller-Haccius
- Nr. 351.376: Anton Mündler
- Nr. 351.382: Ehrhardt Hamann
- Nr. 351.399: Otto Schwab
- Nr. 351.537: Johann Sanitzer
- Nr. 351.552: Gerhard Kessler
- Nr. 351.620: Fritz Popp
- Nr. 351.717: Andreas Rührig
- Nr. 352.853: Heinrich Plaza
- Nr. 352.955: Werner Müller
- Nr. 353.036: Karl Eugen Dellenbusch
- Nr. 353.038: Erich Hartmann
- Nr. 353.124: Friedrich Entress
- Nr. 353.161: Paul Wegener
- Nr. 353.162: Otto Marrenbach
- Nr. 353.201: Erich Rajakowitsch
- Nr. 353.219: Hermann Mai
- Nr. 353.220: Karl Pütz
- Nr. 353.254: Helmut Heisig
- Nr. 353.284: Wolfgang Boos
- Nr. 353.427: Hans Schindhelm
- Nr. 353.496: Felix Linnemann
- Nr. 353.582: Kurt Moritz
- Nr. 354.121: Viktor Christian
- Nr. 354.169: Walter Griphan
- Nr. 356.871: Hans Joachim Kohnert
- Nr. 357.065: Franz Reichleitner
- Nr. 357.092: Rudolf Kröning
- Nr. 357.123: Erik von Witzleben
- Nr. 357.221: Joachim Stach
- Nr. 357.243: Erhard Kroeger
- Nr. 357.251: Richard Schaller
- Nr. 357.261: Otto Freiherr von Fircks
- Nr. 357.267: Oskar Dirlewanger
- Nr. 357.281: Otto Wolff
- Nr. 357.284: Andreas von Koskull
- Nr. 358.719: Heinz Kaufmann
- Nr. 361.241: Heinz Brückner
- Nr. 361.279: Hermann Franz
- Nr. 361.292: Willi Helmut Schreiber
- Nr. 361.909: Anton Löhnert
- Nr. 363.185: Alois Gaberle
- Nr. 363.276: Hans Wissebach
- Nr. 363.656: Ludwig Leithe
- Nr. 365.136: Carl Friedrich von Pückler-Burghauss
- Nr. 365.138: Rudolf Ernst Wiesner
- Nr. 365.141: Robert Ernst
- Nr. 365.155: Friedrich Heiss
- Nr. 365.175: Tobias Portschy
- Nr. 365.199: Lucian Wysocki
- Nr. 365.793: Heinrich Wolfer
- Nr. 365.816: Paul Albers
- Nr. 367.147: Heinz Ballensiefen
- Nr. 367.159: Eberhard Eschenbach
- Nr. 367.305: Karl Finger
- Nr. 367.367: Robert Hördemann
- Nr. 367.390: Stephan Luther
- Nr. 367.744: Aribert Heim
- Nr. 367.776: Hermann Bickler
- Nr. 367.791: Ralf Brockhausen
- Nr. 367.799: Hans Fischböck
- Nr. 368.207: Karl-Heinz Bartsch
- Nr. 369.755: Harry Sturm
- Nr. 369.812: Karl Baum
- Nr. 372.240: Erwin von Helmersen
- Nr. 372.303: Karl Gutenberger
- Nr. 372.332: Alfred Lattermann
- Nr. 372.395: Waldemar Schütz
- Nr. 375.079: Kurt Binding
- Nr. 375.136: Karl Kiehne
- Nr. 376.935: Ebrulf Zuber
- Nr. 379.245: Benno Orendi
- Nr. 382.222: Wilhelm Jerger
- Nr. 382.256: Friedrich Hecht
- Nr. 382.265: Karl Moravek
- Nr. 382.305: Oskar Grussendorf
- Nr. 382.310: Christian Frederik von Schalburg
- Nr. 382.315: Oskar Lutz
- Nr. 382.321: Maximilian du Prel
- Nr. 382.353: Rudolf Schicketanz
- Nr. 382.376: Walter Hauck
- Nr. 382.406: Hartmann Lauterbacher
- Nr. 382.410: Erich Fischer
- Nr. 382.413: Gustav Halwax
- Nr. 382.449: Helmut von Zborowski
- Nr. 382.463: Karl Kahr
- Nr. 382.469: Richard Donnevert
- Nr. 382.523: Josef Mühlmann
- Nr. 382.535: Hans Wilbert Petri
- Nr. 383.749: Konrad Nonn
- Nr. 385.370: Hans Schurz
- Nr. 385.411: Max Nedwed
- Nr. 386.262: Konrad Nussbaum
- Nr. 386.689: Friedrich Seekel
- Nr. 386.868: Franz Krieger
- Nr. 388.218: Hubert Leclaire
- Nr. 391.822: Helmut Triska
- Nr. 391.825: Kurt Uhlenbroock
- Nr. 391.838: Friedrich Kempfler
- Nr. 391.852: Otto Blaschke
- Nr. 391.971: Wilhelm Matthäus
- Nr. 391.988: Ferdinand Hiege
- Nr. 392.501: Adolf Janssen
- Nr. 393.261: Ulrich Uhle
- Nr. 393.265: Albert Buchmann
- Nr. 393.266: Fritz Freitag
- Nr. 393.298: Leo Gotzmann
- Nr. 393.308: Eberhard Kitzing
- Nr. 393.392: Franz Binz
- Nr. 395.176: Ludwig Dittmar
- Nr. 396.176: Guido-Horst Huhn
- Nr. 396.211: Richard Hartenberger
- Nr. 396.259: Hans-Joachim Sommerfeld
- Nr. 396.401: Theo Saevecke
- Nr. 398.885: Wilhelm Genth
- Nr. 399.495: Hugo Schreiber

### Nummernkreis ab 400.000
- Nr. 400.010: Heinz Lange
- Nr. 400.037: Karl Schulz
- Nr. 400.096: Sepp Kast
- Nr. 400.116: Georg Preuß
- Nr. 400.125: Karl-Heinz Spilker
- Nr. 401.214: Artur Phleps
- Nr. 401.232: Bernhard Fischer-Schweder
- Nr. 401.276: Jonas Lie
- Nr. 401.359: Hans Robert Jauß
- Nr. 401.368: Richard Ohling
- Nr. 401.399: Ernst Rode
- Nr. 403.384: Benno Schaeppi
- Nr. 405.041: Gerhard Deckert
- Nr. 405.821: Friedrich-Wilhelm Bock
- Nr. 405.883: Felix Lützkendorf
- Nr. 405.892: Alfred Karrasch
- Nr. 405.894: Maximilian von Herff
- Nr. 405.896: Konrad Hitschler
- Nr. 405.898: Alfred Wünnenberg
- Nr. 408.135: Herbert Schweiger
- Nr. 408.458: Peter Feistritzer
- Nr. 410.725: Walter Serno
- Nr. 411.970: Eberhard Herf
- Nr. 411.971: Max Montua
- Nr. 412.188: Wilhelm Ebel
- Nr. 414.073: Bernhard Wehner
- Nr. 414.782: Anton Kohnen
- Nr. 415.905: Franz Ronneberger
- Nr. 416.435: Johann Kick
- Nr. 416.627: Hermann Karoli
- Nr. 417.459: Helmut Bauer
- Nr. 417.461: Erich Scholz
- Nr. 417.971: Fritz Ertl
- Nr. 419.197: Karl Bischoff
- Nr. 420.759: Bruno Weber
- Nr. 420.778: Walter Frentz
- Nr. 420.790: Fritz Schmedes
- Nr. 421.011: Siegmund Burger
- Nr. 421.185: Heinrich von Bünau
- Nr. 422.156: Helmut Dörner
- Nr. 422.296: Josef Witiska
- Nr. 422.330: Günter Hellwing
- Nr. 422.526: Herbert Kraft
- Nr. 422.943: Erich Schmidt
- Nr. 423.401: Werner Emmerich
- Nr. 423.453: Ulrich Grotefend
- Nr. 423.600: Walther Gross
- Nr. 423.787: Herbert Walther
- Nr. 423.876: Karl Nicolussi-Leck
- Nr. 423.943: Theodor Petzold
- Nr. 423.951: Erich Lutter
- Nr. 424.191: Hans-Walter Zech-Nenntwich
- Nr. 424.433: Heinrich Büeler
- Nr. 426.548: Hermann Ingram
- Nr. 426.559: Kurt Heinrich Debus
- Nr. 426.888: Otto Kuschow
- Nr. 428.661: Oskar Kauffmann
- Nr. 430.062: Paul Szczurek
- Nr. 430.349: Herbert-Ernst Vahl
- Nr. 430.352: Joachim Fernau
- Nr. 430.415: Richard Schalk
- Nr. 430.416: Alfred Schemmel
- Nr. 430.417: Herbert von Obwurzer
- Nr. 430.427: Eduard Nicka
- Nr. 431.160: Alfred von Campe
- Nr. 431.177: Anton Diermann
- Nr. 431.539: Jakob Lichtenberger
- Nr. 432.082: Hugo Blaschke
- Nr. 432.143: Hans Kujath
- Nr. 440.001: Henk Feldmeijer
- Nr. 449.394: Oskar Schulz
- Nr. 449.757: Johann Keks
- Nr. 450.683: Hans Siegling
- Nr. 450.696: Georg Schraepel
- Nr. 450.700: Johann Eugen Corrodi
- Nr. 450.730: Günther Niethammer
- Nr. 451.092: Armin Schoklitsch
- Nr. 453.001: Friedrich Heinrich Lüschen
- Nr. 454.761: Franz Roth
- Nr. 454.930: Karl Badberger
- Nr. 455.103: Otto-Ernst Schüddekopf
- Nr. 455.445: Ernst Hermann van Rappard
- Nr. 455.846: Otto Wolter-Pecksen
- Nr. 456.051: Fredrik Jensen
- Nr. 456.059: Sören Kam
- Nr. 456.073: Gerd Knabe
- Nr. 456.611: Richard Lauxmann
- Nr. 456.753: Hans-Joachim Martini
- Nr. 456.959: Walther Hille
- Nr. 457.130: Wilhelm Rodenberg
- Nr. 458.037: Heinz Barth
- Nr. 458.051: Johann Klepsch
- Nr. 458.085: Cornelius van der Horst
- Nr. 458.447: Rudolf Braschwitz
- Nr. 459.461: Johannes Peltret
- Nr. 459.556: Branimir Altgayer
- Nr. 459.855: Herbert Koller
- Nr. 460.059: Karl Josef Silberbauer
- Nr. 460.838: Eugen Wannenmacher
- Nr. 463.093: Hermann Höfle
- Nr. 463.386: Wilhelm Nickel
- Nr. 463.731: Emil Ehrich
- Nr. 466.738: Friedrich Peter
- Nr. 467.021: Rudolf Müller
- Nr. 467.434: Karl-Gustav Sauberzweig
- Nr. 468.174: Desiderius Hampel
- Nr. 468.239: Kurt Göhrum
- Nr. 469.572: Friedrich Hübner
- Nr. 473.343: Helmut Fuchs
- Nr. 474.378: Gerhard Sommer
- Nr. 474.730: Walter Abraham
- Nr. 475.284: Hans Joachim Ritz
- Nr. 475.383: Walter Girg
- Nr. 476.077: Erich Graes
- Nr. 476.129: Georg Rauch
- Nr. 476.418: Hans Rumpf
- Nr. 477.436: Hermann Langer
- Nr. 487.558: Erich Gruber
- Nr. 487.625: Karl von Krempler
- Nr. 487.740: Werner Hellwig
- Nr. 490.167: Paul Maria Hafner
- Nr. 490.187: Karl Buck
- Nr. 490.245: Rudolf Wollner
- Nr. 490.324: Helmut Pieper
- Nr. 490.440: Arthur Ehrhardt
- Nr. 491.402: Fritz Kraemer
- Nr. 491.403: Joachim Ziegler
- Nr. 491.734: Hans Heinrich Frodien
- Nr. 495.969: Paul Philippi
- Nr. 496.147: Wilhelm Harun-el-Raschid-Hintersatz
- Nr. 498.647: Erich Konrad
- Nr. 499.307: Hans-Joachim Riecke
- Nr. 499.309: Albert Derichsweiler
- Nr. 499.762: Rainer Kriebel